# Historia de la historia natural

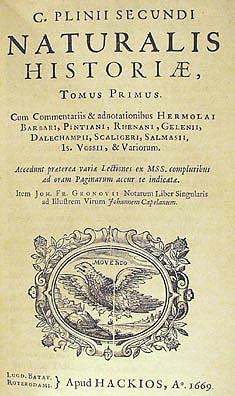
Portada de una edición de 1669 de la obra Naturalis historia de Plinio el Viejo.

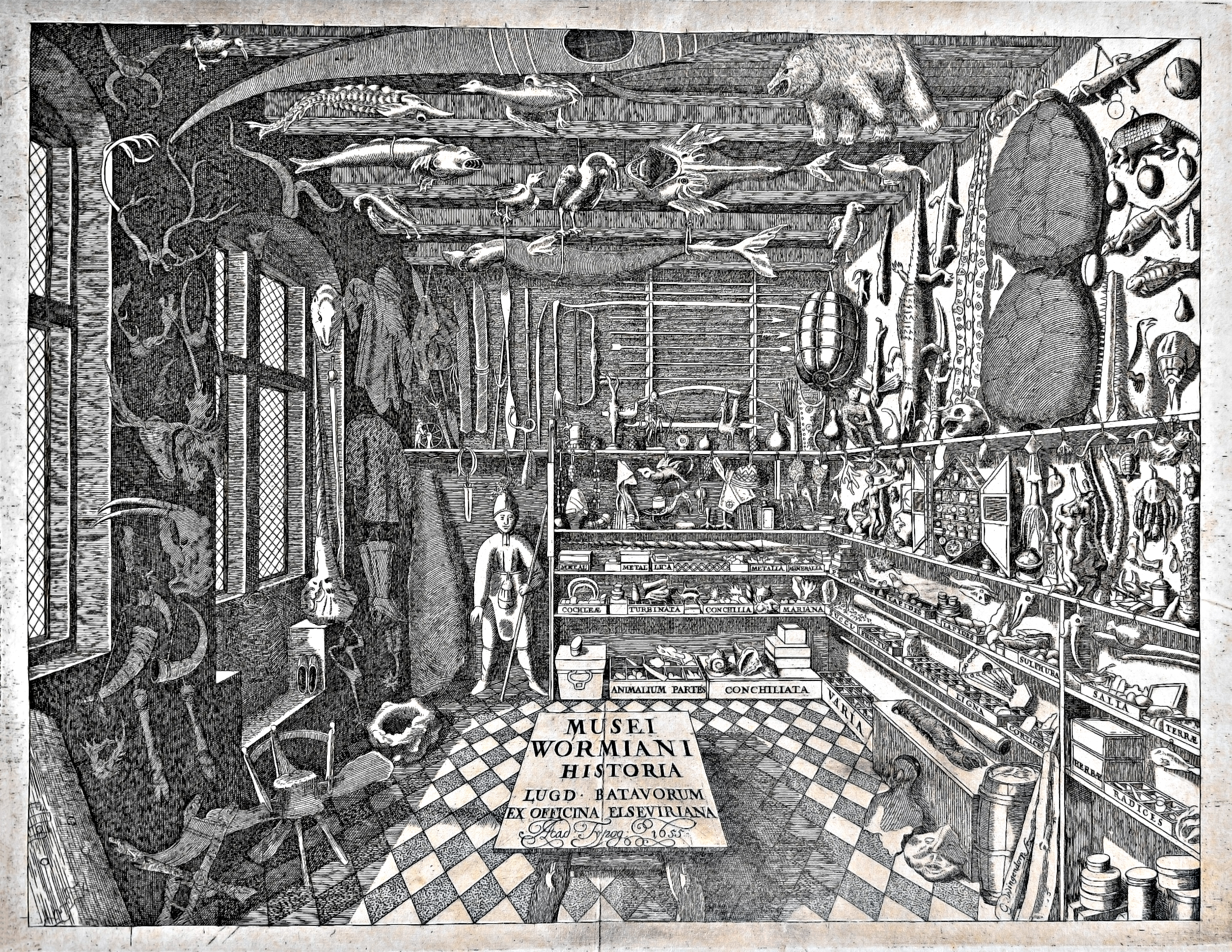
Los gabinetes de curiosidades, como el de Olaus Wormius, eran centros de conocimiento biológico en los inicios de la Edad Moderna que mostraban organismos procedentes de todo el mundo. Antes de la era de los descubrimientos, los naturalistas tenían poco conocimiento sobre la magnitud de la diversidad biológica.

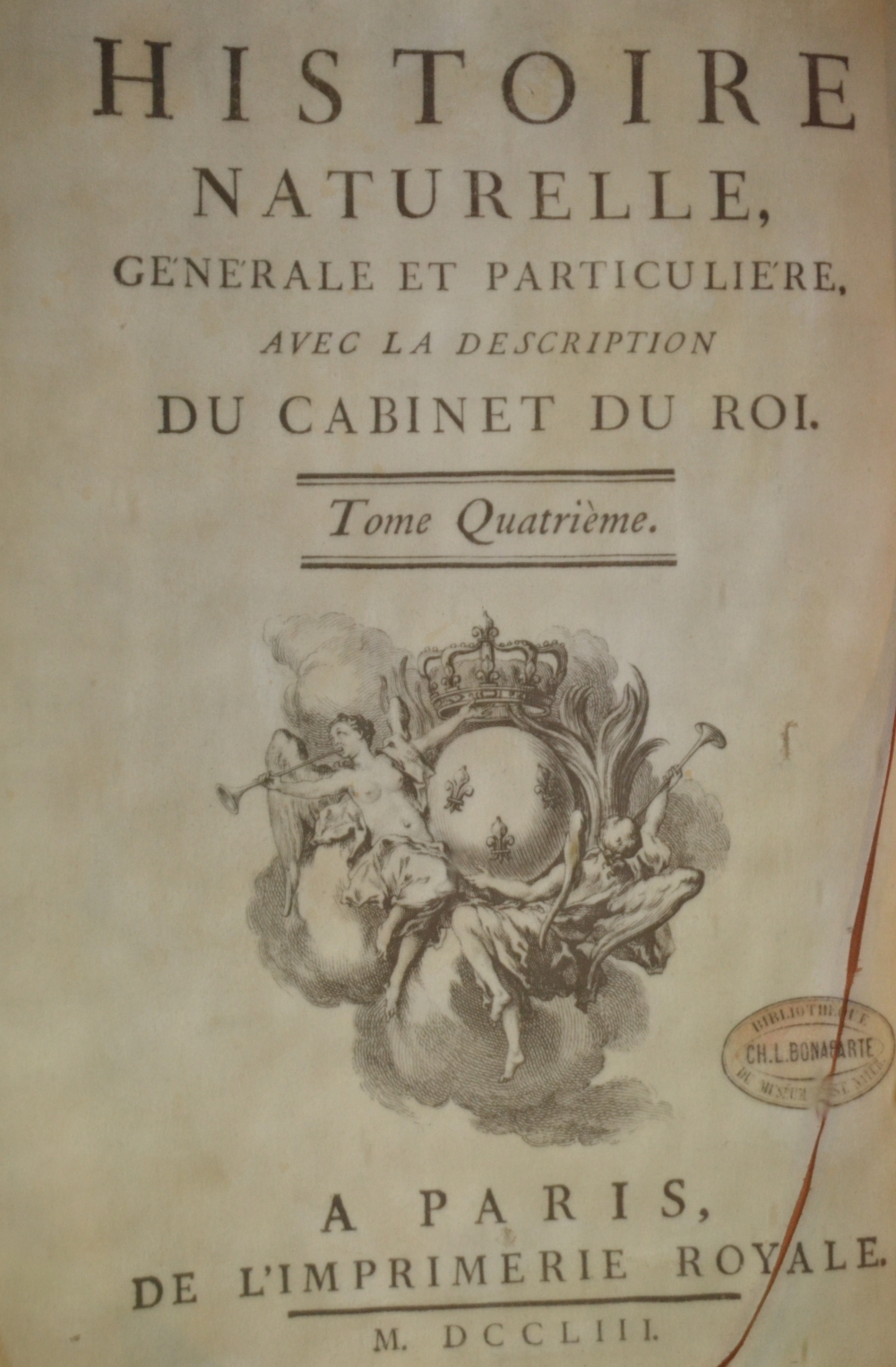
Histoire naturelle expuesta en la gran galería de la evolución del Muséum national d'histoire naturelle de París.

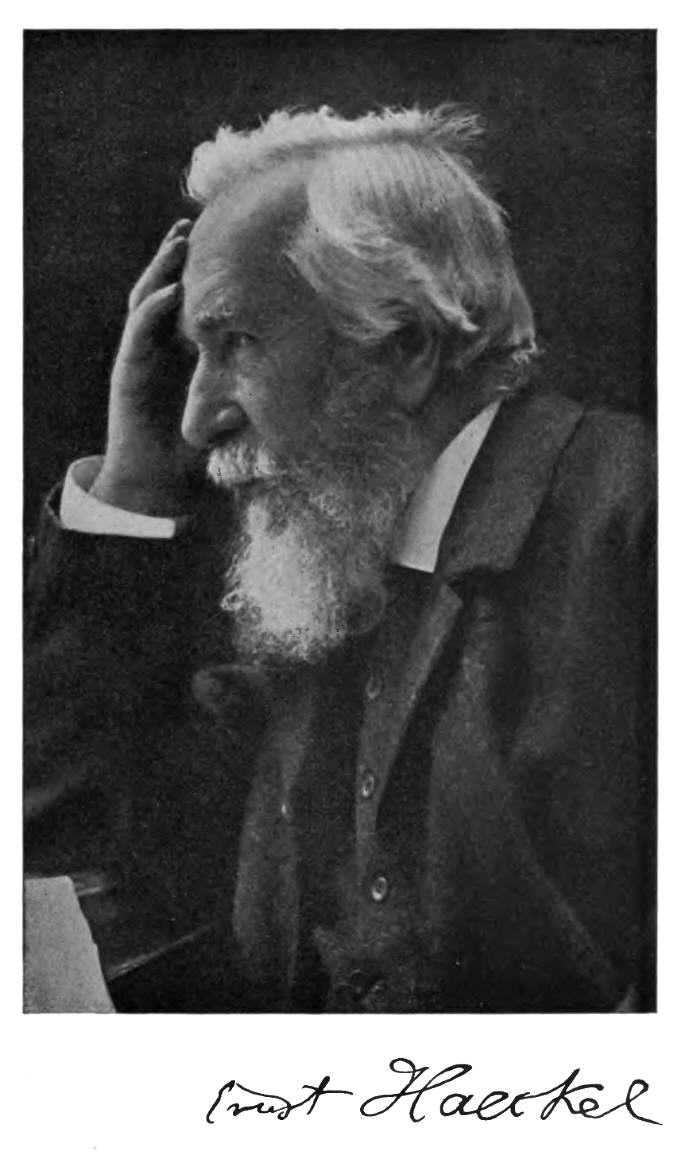
Ernst Haeckel en 1908.

La historia de la historia natural hace referencia a la evolución de la concepción del mundo y de la naturaleza por parte de los hombres de ciencia. El término historia natural abarca varias disciplinas actuales: biología, geología, zoología, botánica, medicina, pero también paleontología, astronomía, física y química, entre otras. Desde la Antigüedad hasta el Renacimiento, todas las áreas de la historia natural se integraban en la Scala naturæ (o «Gran Cadena de la Vida»). La filosofía de la naturaleza y la teología natural se habían extendido a las bases conceptuales de la vida animal y vegetal tratando de responder a la pregunta de la existencia de los organismos e intentando explicar su funcionamiento.
La historia natural comienza con Aristóteles y otros filósofos antiguos que analizaron la diversidad del mundo natural. La historia natural, como disciplina, ha existido desde tiempos clásicos, y los europeos del siglo XV estuvieron muy familiarizados con el primer trabajo que utilizó el término: la obra de Plinio el Viejo Naturalis Historia, del año 77, que trataba de zoología, botánica, agricultura, mineralogía, medicina e incluso de magia. Desde los antiguos griegos hasta el trabajo de Carlos Linneo y otros naturalistas del siglo XVIII, el concepto principal de historia natural fue la Scala naturae, una disposición conceptual de minerales, vegetales, animales primitivos y otras formas de vida más complejas en una escala lineal de creciente "perfección", culminando en nuestra especie.
De Materia Medica, de Dioscórides, se dice que es la obra más antigua y valorada en la historia de la botánica. Un manuscrito griego de la obra de Aristóteles Trabajos Biológicos escrito en Constantinopla en el siglo IX y conservado en el Colegio Corpus Christi, Oxford, es probablemente el manuscrito fundador de la biología más antiguo que existe.
Mientras que la historia natural permanecía estática en la Edad Media, en el mundo árabe continuó desarrollándose por estudiosos durante la Revolución Agrícola Árabe. Al-Jahith describió ideas tempranas de la historia natural, como la «lucha por la existencia» (concepto desarrollado por Thomas Malthus en su Ensayo sobre el principio de la población), o la idea de una cadena alimenticia. Fue un temprano adepto del determinismo medioambiental. Abū Ḥanīfa Dīnawarī es considerado el fundador de la botánica árabe por su Libro de las Plantas, en el que describió al menos 637 plantas y discutió la morfología vegetal desde la germinación hasta la muerte, describiendo las fases del crecimiento de las plantas y la producción de flores y frutas. Abu al-Abbas al-Nabati desarrolló un temprano método científico para la botánica, introduciendo técnicas empíricas y experimentales en la prueba, identificación y descripción de numerosas materias médicas y separando informes no identificados por aquellos basados en pruebas y observaciones reales. Su estudiante Ibn al-Baitar escribió una enciclopedia farmacéutica describiendo 1400 plantas, de las que 300 eran descubrimientos propios. Una traducción al latín de sus obras fue muy usada por biólogos y farmacéuticos europeos en los siglos XVIII y XIX. Algunas ciencias de la Tierra, como la geología, fueron también estudiadas por geólogos árabes, pero ya en la época de Avicena, alrededor del 1000, el Imperio árabe estaba en decadencia y los científicos dejaron de ser libres para difundir sus ideas.
En el siglo XIII, el trabajo de Aristóteles fue rígidamente adaptado a la filosofía cristiana, particularmente por Tomás de Aquino, formando las bases de la teología natural. Durante el Renacimiento, estudiosos (humanistas y herbolarios principalmente) regresaron a la observación directa de plantas y animales para la historia natural, y muchos comenzaron a acumular grandes colecciones de especímenes exóticos y de monstruos inusuales. Andrea Cesalpino fue el creador de uno de los primeros herbarios y el inventor de la botánica sistemática. Leonhart Fuchs fue uno de los tres padres fundadores de la botánica, junto con Otto Brunfels e Hieronymus Tragus. Importantes contribuidores a este campo fueron también Valerius Cordus, Conrad von Gesner (Historiae animalium), Frederik Ruysch y Caspar Bauhin. El rápido crecimiento en el número de organismos conocidos dio lugar a muchos intentos de clasificar y organizar las especies en grupos taxonómicos, culminando en el sistema del naturalista sueco Carlos Linneo.
En la Europa moderna, se establecieron como nuevas disciplinas profesionales independientes la fisiología, botánica, zoología, geología y paleontología. La Historia natural, era antes la única materia impartida por los profesores de ciencia en las escuelas, fue repudiada por los científicos, ya más especializados, y quedó relegada a ser una actividad de «principiantes», lejos de ser una actividad propiamente científica. En la Escocia victoriana, se creía que el estudio de la historia natural servía para tener un buen estado mental. Particularmente en Gran Bretaña y en Estados Unidos, se convirtió en «hobbies» de especialistas, como lo fueron el estudio de los pájaros, de las mariposas, de las conchas marinas (conquiliología), o de las abejas y flores; mientras tanto, los científicos intentaban definir un concepto unificado de biología. Aun así, la tradición de la historia natural sigue formando parte importante del estudio de la biología, especialmente de la ecología (estudio de los sistemas naturales implicando organismos vivos y los componentes inorgánicos de la biósfera terrestre que los sostienen), de la etología (el estudio científico del comportamiento animal) y de la biología evolutiva.
A lo largo del siglo XIX destacados coleccionistas amateur y empresarios, jugaron un papel importante en la construcción de las grandes colecciones de historia natural que serán el núcleo de grandes museos, como el Museo Nacional de Historia Natural de los Estados Unidos o el Museo Americano de Historia Natural. Este siglo XIX puede considerarse verdaderamente la edad de oro de la creación de museos de historia natural, cuando la mayoría de las grandes ciudades tuvieron este tipo de instituciones. El número de museos disminuirá significativamente en el siglo XX debido a la creciente urbanización y el surgimiento de los medios modernos de transporte que facilitaban el acceso al conocimiento del mundo natural, así como los cambios en tipo de ocio y su disfrute.

## Definiciones de Historia natural
La Historia natural alcanza el estatus de disciplina científica a partir de la etapa en que se reúnen y estructuran los aportes y descubrimientos adquiridos a lo largo de los siglos. Sin abandonarse completamente, las investigaciones orientadas a la descripción o catalogación, se articulan con los trabajos que buscan encontrar las relaciones entre los fenómenos y la explicación racional de los eventos observados. Hacia el siglo XVIII y principios del XIX, ya consolidada como tema científico, la palabra "historia" tenía un carácter descriptivo, no vinculado a la cronología o al pasado y la expresión "Historia natural" se vinculaba a la descripción de los sistemas naturales.

Se llama historia natural al conocimiento de las cosas, que se producen en el Universo, y que los hombres pueden descubrir a través de los sentidos. Entre todas las ciencias que han sido cultivadas por la industria de los hombres esta siempre se ha considerado, con razón, una de las más importantes.
On appelle histoire naturelle la connaissance des choses, qui sont produites dans l’Univers, et que les hommes peuvent découvrir par les sens. Entre toutes les sciences qui ont été cultivées par l’industrie des hommes celle-ci a toujours passé avec raison pour une des principales.
Definición dada por Herman Boerhaave (1668-1738) en el prefacio del Botanicon Parisiense de Sébastien Vaillant (1669-1722) 

La historia natural, fuente de conocimiento, observa y compara todos los componentes del mundo mineral, vegetal y animal, así como la diversidad humana en sus dimensiones biológicas y sociales. Tiene por papel identificar y conservar todos los objetos de referencia que constituyen el gran «diccionario de la naturaleza». Está ahora implicada en el estudio de todos los niveles de organización de la materia, de la Tierra a los cuerpos celestes, de los minerales a las rocas, de los genomas a las células, de los organismos a los ecosistemas. Utiliza para este fin las técnicas más avanzadas y eficientes.
L’histoire naturelle, source de connaissances, observe et compare toutes les composantes du monde minéral, végétal et animal, ainsi que la diversité humaine dans ses dimensions biologiques et sociales. Elle a pour rôle d’identifier et de conserver tous les objets de référence constituant le grand «dictionnaire de la nature». Elle est désormais impliquée dans l'étude de tous les niveaux d'organisation de la matière, de la Terre aux corps célestes, des minéraux aux roches, des génomes aux cellules, des organismes aux écosystèmes. Elle utilise à cette fin les techniques les plus avancées et les plus performantes.
Alegato a favor de la naturaleza publicado en 2017 por los miembros del

Comité d’histoire naturelle del Museo Nacional de Historia Natural de Francia.

## Prehistoria
El arte parietal del Paleolítico superior refleja desde sus expresiones más tempranas, como en la cueva de Chauvet (31 000 años antes del presente), un sentido agudo de observación de la anatomía de las especies animales. Se manifestará a través de algunas obras más nuevas, como las de Lascaux (¿Solutrense?) o de Altamira (Magdaleniense) entre 20 000−12 000 años AP.
El conocimiento de la naturaleza también se desarrolló en función de sus aplicaciones en la vida cotidiana (en particular en la alimentación y el cuidado de la salud), incluidas la acumulación de conocimientos sobre plantas que eran adecuadas como alimentos o la farmacopea y los riesgos de toxicidad, y luego con la invención de la agricultura, la domesticación de los primeros animales y las formas pretécnicas de la medicina.

## Otras culturas científicas
China, América latina y andina, los llamados primeros pueblos, etc.
Los inicios de la ornitología no pueden ser fechados con precisión, pero algunos de los textos más antiguos ya mencionan algunos aspectos del comportamiento de las aves. Este es particularmente el caso del Yi King chino (un gran clásico ya considerado extremadamente antiguo en la época de Confucio en el siglo VI a. C.) que evoca a los halcones y gansos y de los Cantos védicos indias (algunas de cuyas partes pueden remontarse al siglo XIX a. C. o incluso antes) que mencionan el parasitismo del cuco.
- Gracias a sus conocimientos en materia de plantas y de la agricultura intensiva, los papúes pudieron sustentar durante milenios a una sociedad densamente poblada en las tierras altas de Nueva Guinea, sin destruir el medio ambiente ni causar una deforestación irreparable. Para lograrlo, desarrollaron técnicas refinadas para el acolchado, el riego, la rotación de cultivos y la silvicultura.[23]
- Los incas también tuvieron un buen conocimiento de las plantas. En Moray, el Perú actual, se han encontrado terrazas artificiales dispuestas en círculos concéntricos, diseñadas para dar a cada nivel una temperatura particular y supuestamente utilizadas para estudiar el efecto de las variaciones climáticas en los cereales, tubérculos y otra plantas usadas como alimentos. Los estudios realizados en Moray habrían permitido a los incas predecir los rendimientos de los cultivos, así como cruzar y mejorar muchas especies de plantas.
- Shen Kuo (1031–1095) fue un erudito y científico chino que estaba particularmente interesado en los fósiles, utilizando sus observaciones sobre el tema para justificar una teoría geológica de la formación de los continentes.
- Li Shizhen (1518-1593) fue un médico, herbolario y naturalista chino conocido como el autor del Gran Tratado de materia médica, una vasta enciclopedia médica ilustrada que comportaba la descripción de 1094 especies de plantas, 444 especies de animales y 275 minerales.

## Antigüedad occidental
El enfoque científico de la naturaleza hizo su aparición con el filósofo griego Aristóteles (384-322 a. C.), que dedicó muchos tratados al mundo animal, en particular Historia de los animales, Las partes de los animales (ca. 350 a. C.).donde abordó la cuestión de la clasificación de los animales por género y por especie y Generación de los animales, en el que trató de la reproducción y desarrollo embrionario de los animales, incluidos los humanos. Después de Aristóteles, otros trabajos científicos fueron posibles en los campos que formaran la historia natural.
Teofrasto (ca. 372-ca. 287 a. C.), filósofo griego y gran especialista en plantas, fue el primero en hacer de la botánica una disciplina aparte por derecho propio. Su Historia plantarum [Historia de las plantas] trató de la morfología y clasificación de las plantas y De causis plantarum [Sobre las causas de las plantas], abordó temas de fisiología vegetal como el crecimiento y la reproducción.
Lucrecio (ca. 98-ca.55 a. C.), poeta y filósofo romano, abordó en su poema filosófico De rerum natura los inicios de la noción de evolución de los vivos, esbozando la idea de selección en el trabajo de la naturaleza mediante tempranas alusiones a la competencia entre animales y a la supervivencia del más apto.
Plinio el Viejo (23-79  d. C.), naturalista romano, cuya Naturalis Historia, del año 77, marcó el comienzo de la disciplina del mismo nombre. Esta monumental enciclopedia de 37 volúmenes ha sido durante mucho tiempo el punto de referencia de los conocimientos científicos y técnicos. Plinio recopiló en ella todo el conocimiento de su tiempo sobre temas tan variados como las ciencias naturales, la astronomía, la antropología, la psicología o la metalurgia.
Dioscórides (ca. 40-ca. 90  d. C.), médico griego, redactó De materia medica una obra en la que describió las propiedades de muchas plantas medicinales, pero también de algunas preparaciones a partir de compuestos animales y minerales.
El Physiologus fue un bestiario griego, probablemente del siglo I, que tuvo una influencia considerable en la Edad Media. Este bestiario, un temprano tratado de historia natural sobre las propiedades de animales, aves, plantas y piedras, también daba interpretaciones moralistas, en general, mucho más desarrolladas que las descripciones de comportamiento que las preceden.
Eliano (ca. 175-ca. 235), orador y naturalista romano que escribió en un griega arcaizante, cuya obra Características Animales (Περὶ Ζῴων Ἰδιότητος / Perì Zôiôn Idiótêtos) en 17 libros, recopila anécdotas sobre 70 especies de mamíferos, 109 especies de aves, una cincuentena de reptiles y alrededor de 130 peces. La introducción de la Loeb Classical Library describe el libro como «una interesante colección de hechos y fábulas sobre el reino animal que invita al lector a considerar los contrastes entre el comportamiento animal y humano». Se trata de una curiosa colección de breves historias seleccionadas algunas para proporcionar lecciones morales alegóricas y otras simplemente por ser sorprendentes, como la siguiente:

El castor es una criatura anfibia: por el día vive escondido en los ríos, pero de noche deambula por la tierra, alimentándose con lo que encuentra. Ahora se comprende la razón por la que los cazadores lo persiguen con tal impaciencia e impetu, este agacha la cabeza y con sus dientes se corta los testículos y los arroja en el camino, como un hombre prudente que, habiendo caído en manos de ladrones, sacrifica todo lo que lleva para salvar su vida y pierde el derecho a sus posesiones por el rescate. Si, no obstante, ha salvado ya su vida por la autocastración, y vuelve a ser perseguido, entonces se pone en pie y revela que no ofrece motivos para la impaciente persecución y libera al cazador de todo esfuerzo adicional puesto que ellos no estiman su carne. En ocasiones, sin embargo, castores con los testículos intactos, después de haber escapado tan lejos como les ha sido posible, han encogido la parte codiciada y con gran habilidad e ingenuidad engañado a sus perseguidores, pretendiendo que ya no tienen lo que guardan oculto.

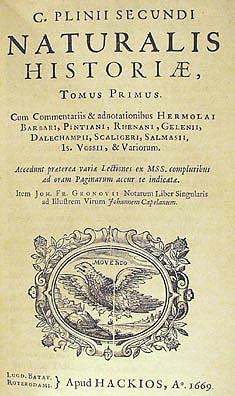
Frontispicio de La Historia Natural (Naturalis Historiae), edición de 1669
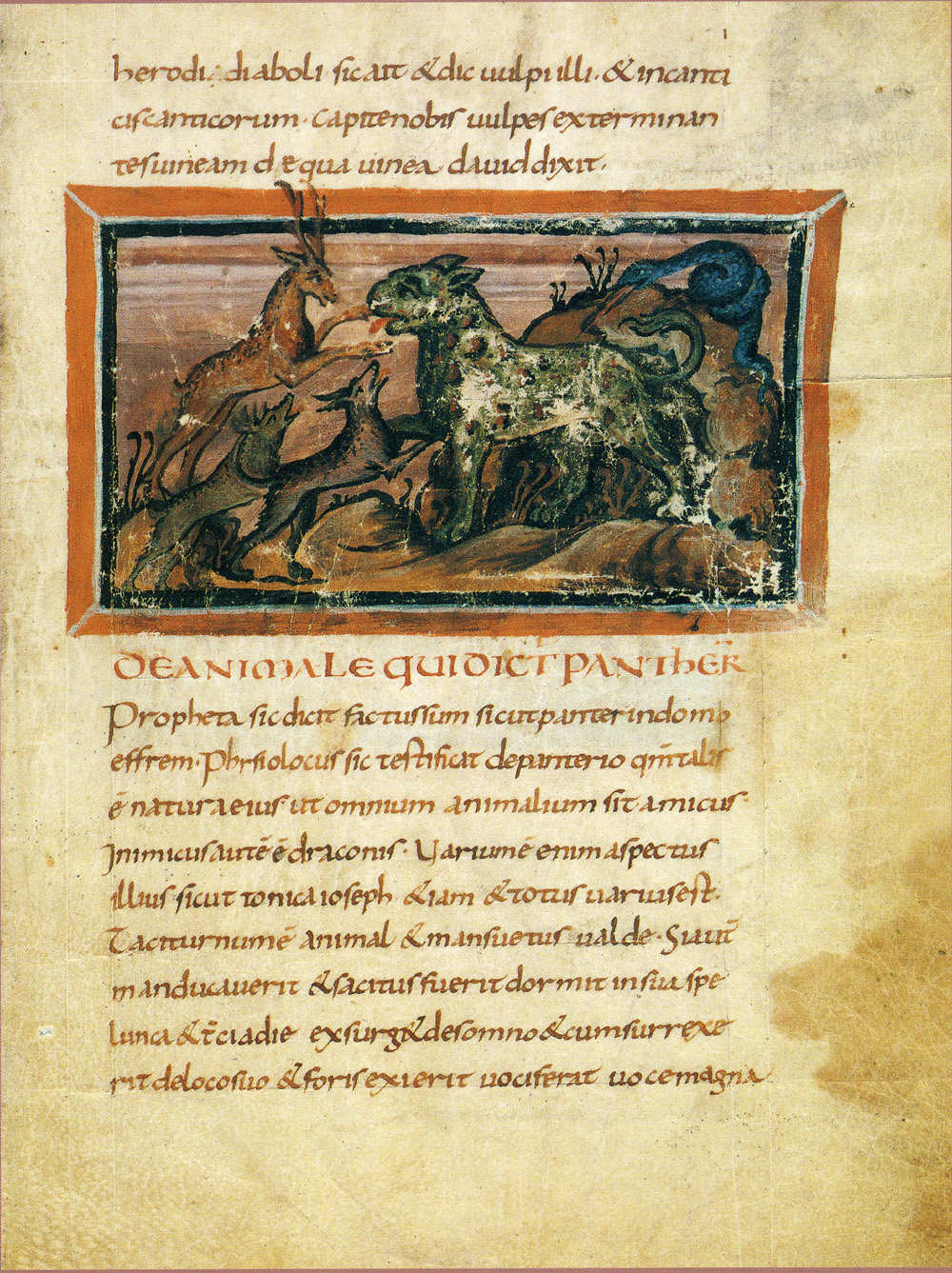
Pantera, del Physiologos de Berna
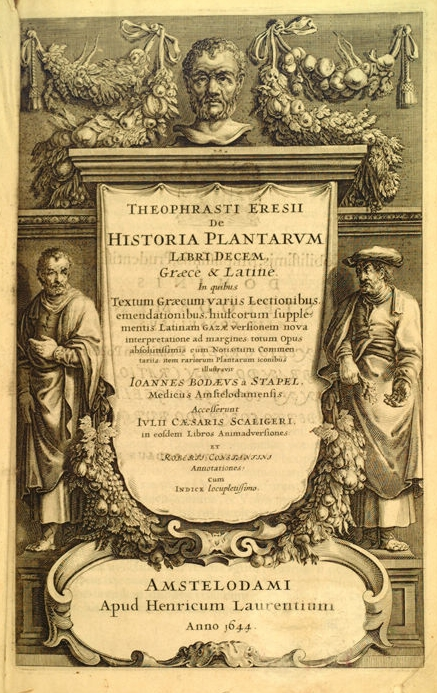
Frontispicio de una edición de 1644 de la Historia plantarum

## Edad Media
El siglo XII asistió al redescubrimiento de Aristóteles y de sus tratados consagrados a los animales, en especial a través de los comentarios del filósofo árabe Averroes (1126-1198) y de las traducciones del filósofo escolástico escocés Miguel Escoto (ca. 1175-ca. 1236). Este será el punto de partida para un renovado interés en el mundo animal.
- Abu Muhammad Ibn al-Baitar (ca. 1190-1248), fue un médico y botánico andalusí que dedicó varias obras al conocimiento farmacéutico de su tiempo. Su obra Kitāb al-Jāmiʻ li-mufradāt al-adwiya wa-l-aghdhiya (Libro recopilatorio de medicinas y alimentos simples) es una enciclopedia, considerada una de las más notables compilaciones botánicas de la historia. En ella se describen 1400 especies de planta]]s, alimentos y drogas, 300 de las cuales eran descubrimientos propios de Ibn al-Baitar. El libro tiene referencias a 150 autores árabes y a 20 autores griegos previos. Fue traducida al latín y tuvo una gran influencia en el desarrollo de los biólogos y herboristas europeos de los siglos XVIII y XIX.[24][25][26]

- Vincent de Beauvais (ca. 1190-ca. 1267) es el autor del Speculum Majus (Espejo Mayor), una gran compilación de los conocimientos de sus contemporáneos —en tres partes: Speculum Naturale (32 libros), Speculum Doctrinale (17 libros) y Speculum Historiale (31 libros)— reeditada numerosas veces hasta el Renacimiento. El Speculum Naturale (Espejo Natural, 32 libros y 3718 capítulos) es el resumen de los conocimientos de historia natural de su tiempo, un mosaico de citas de autores latinos, griegos, árabes e incluso hebreos. Vicent no dudó tampoco en añadir sus propios comentarios y en la medida de sus posibilidades, información sobre su uso medicinal. Adoptó una clasificación alfabética: los libros V al XIV, tratan sobre el mar y los ríos, la agricultura, los metales, las piedras preciosas, las plantas, etc.; del XVI y XVII, sobre las aves y los peces y del XVIII al XXII, los animales salvajes o domésticos, como perros, serpientes, abejas e insectos.
- Federico II del Sacro Imperio Romano (1194-1250) escribió un manual ilustrado de cetrería y ornitología para su hijo, De arte venandi cum avibus (1241 a 1248), en el que describió más de 900 especies de aves. Registró observaciones muy precisas sobre el comportamiento de las aves, muy por delante de su tiempo. No dudó en criticar a Aristóteles, a quien culpaba por tener solo un conocimiento teórico de las aves.[27]
- Alberto el Grande (ca. 1200-1280) es autor de extensos tratados sobre historia natural, no solo el De animalibus, dedicado a la fauna, sino también De vegetabilis et plantis dedicado a la flora y De mineralibus dedicado a los minerales. Este autor ha dado especial importancia a la reproducción y sexualidad de las plantas y animales. Al igual que Roger Bacon (1214-1294), su contemporáneo, Alberto el Grande ha estudiado intensamente la naturaleza, utilizando ampliamente el método experimental. En términos de estudo de la botánica, sus obras son comparables en importancia a las de Teofrasto.
- Thomas de Cantimpré (1201-1272), teólogo y hagiógrafo belga, cuya De Naturis Rerum (1237-1240) es una recopilación del conocimiento del tiempo en la historia natural. Se trata de una recopilación de otros trabajos de autores antiguos, en 19 libros, realizada con menor finura de espíritu que la de Beauvais, que será plagiada hasta el Renacimiento por sus catálogos de piedras, monstruos.[28]
- Konrad von Megenberg (1309-1374), cuya obra más famosa, la obra enciclopédica Das Buch der Natur [Libro de las cosas naturales, ca. 1349/1350], es el primer texto sobre historia natural escrito en alemán.[28] La obra es en gran parte una traducción del Liber de rerum natura de Cantimpré, pero también tiene nuevos elementos, en algunas especies de animales y plantas, así como observaciones sobre el arco iris.[28] La obra tuvo una difusión rápida y amplia (más de 100 copias). Se imprimió en el siglo siguiente, primero sin nombre o año, y luego en Augsburgo en 1475.[28]

## Renacimiento
Uno de los factores más importantes en la difusión y el progreso de la ciencia en el siglo XV fue el desarrollo de la impresión por parte de Gutenberg alrededor de 1450. La primera impresión de un libro dedicado a la historia natural se remonta al menos a 1475. Se trata de una versión ilustrada de Buch der Natur escrita por Konrad von Megenberg en el siglo anterior.

### El nacimiento de la botánica
El Renacimiento supuso una revolución en el mundo de las ciencias, pues se emprendió el estudio minucioso del universo material y de la naturaleza humana por medio de hipótesis y experimentos, que se esperaban condujesen a la novedad y al cambio. Diversos factores contribuyeron al desarrollo y progreso de la botánica: la invención de la imprenta, la aparición del papel para la elaboración de los herbarios, y el desarrollo de los jardines botánicos (el primero fue el de Padua, en 1545), factores todos que conjuntamente supusieron un incremento notable en el número de plantas conocidas, todo ello unido al desarrollo del arte y ciencia de la navegación que permitió la realización de expediciones botánicas.
La obra De Materia Medica de Dioscórides, no fue nunca olvidada, sino copiada y a veces comentada o ampliada, durante la Edad Media y el Renacimiento, no solo en Europa sino también en el mundo islámico. La primera versión impresa es de 1478, pero a partir de 1516 se sucedieron numerosas ediciones ilustradas y comentadas, entre las que destacan la italiana de Andrea Mattioli, probablemente la que más contribuyó a la difusión de la obra de Dioscórides, o la edición española de Andrés Laguna.
En el siglo XVI se fundaron, en el norte de Italia, los primeros jardines botánicos. El estudio empírico de las plantas de cada país y de las exóticas, traídas por los exploradores europeos y cultivadas en los jardines, comenzó de nuevo, y empezaron a publicarse tratados y catálogos que ya no se limitaban a reproducir o simplemente comentar la obra de los antiguos, sino que, comprobada la insuficiencia de los catálogos antiguos, buscaban obtener y presentar un conocimiento lo más exhaustivo posible de la diversidad de las plantas. El esquema clasificatorio siguió siendo en este periodo deudor del de Teofrasto. A comienzos del siglo XVI, un grupo de botánicos centroeuropeos se interesaron particularmente por las cualidades curativas de las plantas y se esforzaron en dibujar y describir con fidelidad las plantas que crecían en su tierra natal, que publicaron en libros «sobre hierbas» o «herbarios», por lo que se les conoce como «herboristas». Estos herbarios, que contenían un listado y descripción de numerosas hierbas, sus propiedades y virtudes, particularmente referidas a su utilización como plantas medicinales, tuvieron la virtud de suplementar y, más tarde, reemplazar el conocimiento transmitido oralmente. Los primeros herbarios de este tipo proveían solamente información sobre las propiedades medicinales, reales o imaginarias, de un grupo de plantas. Con el correr del tiempo, tales herbarios fueron incluyendo un mayor número de especies, muchas de ellas carentes de valor medicinal pero con ciertas características inusuales u ornamentales. El número de copias de estos herbarios manuscritos debe haber sido bastante limitado. La invención de la imprenta no solo permitió multiplicar la cantidad de estas obras, sino también la reproducción de dibujos con una mayor calidad que la de sus predecesores.
El primero de los herbarios que se escribió en Europa en este período en el que, si bien se utilizaba como base la indiscutible autoridad científica de Dioscórides, al que se fueron añadiendo en forma progresiva descripciones de nuevas plantas de las regiones en las que los autores vivían, fue  Herbarium vivae Eicones del herborista Otto Brunfels (ca. 1488-1534), publicado en Estrasburgo en 1530 y 1536. En esta obra, ilustrada con muy buenos grabados en madera, Brunfels describió todas las plantas que conocía. Comenzaba sus descripciones con la lista de nombres del lugar en diferentes idiomas, seguido de citas de autores antiguos. Terminaba dando su propio juicio sobre la planta y sus poderes, teniendo la obra, como todos los libros botánicos de la época, una vocación terapéutica. La organización de su libro es muy similar a la de Conrad Gessner (1516-1565) sobre los animales. Fuchs, sin embargo, no adoptó ningún sistema de clasificación y comenzó con el plantago «porque es común y porque más que cualquier otra planta da testimonio de la omnipotencia divina». Carl von Linné apodaba a Brunfels «padre de la botánica», y conjuntamente con Jerome Bock y Leonhart Fuchs, es considerado uno de los tres padres de la farmacognosia.
La obra (New) Kreuter Buch (‘Nuevo libro de hierbas’, 1539) de Jerome Bock (también conocido como Hieronymus Tragus, 1498-1554) ha sido reconocida no solo por sus descripciones de plantas sino también como una fuente del idioma alemán tal como se hablaba en el siglo XVI. La primera edición de su obra carecía de ilustraciones ya que Tragus no podía afrontar su costo. Para compensar la falta de representaciones visuales de las plantas, Bock describió cada espécimen clara y minuciosamente en el alemán vernáculo hablado por la gente en vez del latín usualmente utilizado en este tipo de obras. Asimismo, en lugar de seguir a Dioscórides como era tradicional, desarrolló su propio sistema de clasificación de las 700 plantas que componían su libro. La obra De historia stirpium commentarii insignes [Comentarios notables acerca de la historia de las plantas, 1542] del médico alemán Leonhart Fuchs (1501-1566), no se llegó a completar, pero sí la traducción alemana Neu Krauterbuch [Nuevo libro de hierbas, 1543], en la que se dedican varias páginas a un glosario terminológico botánico y se describen 500 especies, de ellas 400 alemanas. Sus hermosas ilustraciones, ya que pensaba que «Una figura expresa las cosas con más seguridad y más profundamente en la mente que las palabras desnudas del texto», serán retomadas muy a menudo más adelante. La obra, escrita por un médico más que por un botánico, describe en particular los aspectos farmacológicos (su temperamento, sus poderes), a pesar de que también se esbozan ciertas características morfológicas, hábito de crecimiento (y su estacionalidad, en qué momento se debía recolectar) y hábitat. Las especies presentadas están en estricto orden alfabético por sus nombres griegos —de hecho, Fuchs no hizo ningún intento por delinear un sistema de clasificación de las mismas— y recogió muchas plantas decorativas que no tenían un uso terapéutico.
En este período se destacó también Matthias de L'Obel (o Lobelius) (1538-1616), autor de Stirpium adversaria nova (1570), posteriormente editada con el título de Plantarum seu stirpium historia (1576) y en la que muestra una clasificación basada en caracteres de las hojas, que a pesar de llegar a conclusiones inexactas, traza de un modo muy aproximado la diferencia entre monocotiledóneas y dicotiledóneas. Euricius Cordus (1486-1535) escribió el Botanologicon (1534) y su hijo Valerius Cordus (1515-1544), fue autor de obras tan importantes como Historia stirpium libri V (1561), publicadas tras su muerte, en las que se describen 502 especies con excelentes ilustraciones. Carolus Clusius (1525-1609), un eximio botánico y horticultor, fue el autor de Rariorum plantarum historia, libro ilustrado con más de mil grabados y donde trató de agrupar a las especies por sus afinidades, basándose en descripciones morfológicas sumamente precisas. Ayudó a crear uno de los primeros jardines botánicos formales de Europa, el Jardín botánico de la Universidad de Leiden. Como horticultor se le recuerda por haber introducido el tulipán en Holanda e iniciar su cultivo y mejoramiento genético, lo que pocos años más tarde originaría una de las primeras especulaciones financieras que se recuerdan, la tulipomanía.
Otros «herboristas» fueron Rembert Dodoens, con Stirpium historiae pemtades (1583), Tabernaemontanus autor de Icones (1590), Adam Lonitzer, Jacques Daléchamps, Nicolás Monardes (Historia medicinal de las cosas que se traen de nuestras Indias Occidentales) y Conrad Gessner.
La obra Pinax theatri botanici (1623) del suizo Gaspard Bauhin (1560-1624), recogía ya unas 6000 especies vegetales que el autor se esforzó por clasificar, en vez de emplear un listado alfabético, como sus predecesores. Sin embargo, el criterio empleado no fue particularmente innovador: «árboles», «arbustos» e «hierbas». En otros casos, su clasificación fue decididamente artificial, como por ejemplo cuando agrupó a todas las plantas utilizadas como condimentos en el grupo "aromata". No obstante, esta obra se considera como la máxima expresión de los herboristas europeos ya que, por un lado, inicia la descripción de géneros y especies y, por el otro, sintetiza las descripciones de las especies utilizando sólo unas cuantas palabras y, en muchos casos, sólo una, lo que recuerda en cierto modo a la nomenclatura binomial que impondría Linneo años más tarde.
Rembert Dodoens (1517-1585), botánico y médico flamenco de la corte del emperador Maximiliano II de Habsburgo, escribió un herbario, para el que utilizó las planchas de Fuchs y agregó nuevos grabados, completando 715 imágenes. La edición en flamenco, Crŭÿdeboeck (1554), fue seguida de una en francés (Histoire des plantes, con traducción de Charles de l'Écluse), en inglés (A new herbal, or historie of plants, 1578 por Henry Lyte), y en latín (1583). En ese tiempo, fue el libro más traducido después de la Biblia y se convirtió en una obra de renombre mundial, usada como libro de referencia durante dos siglos.
En Inglaterra, también se escribieron destacados libros sobre botánica. William Turner (1508-1568), botánico y ornitólogo —que había publicado en 1544 el primer libro impreso dedicado enteramente a las aves, Avium praecipuarum, quarum apud Plinium et Aristotelem mentio est, brevis et succincta historia, en la que no solo comentaba las aves principales y sus nombres descritas por Aristóteles y Plinio el Viejo sino que también incluía descripciones detalladas y el comportamiento de aves a partir de sus propios conocimientos— obtuvo reconocimiento por A new Herball, wherin are conteyned the names of Herbes... publicado en tres partes (1551, l1562 y 1568), en que primera vez se disponía de una flora de Inglaterra en lengua vernácula, de forma que era posible identificar sin dificultad la mayor parte de las plantas inglesas. John Gerard (1545-1612), naturalista, herborista y botánico, famoso por su jardín de plantas herbáceas, publicó The Herball, o Generall Historie of Plantes (1597, que revisó y amplió en 1633 usando la Materia Médica de Dioscórides, las obras de los germanos Fuchs y Gesner y del italiano Mattioli, famoso por sus detalladas descripciones de plantas, por el folclore que figura en los artículos y su espléndida prosa, y por ser un tanto polémica.
También los franceses contribuyeron a la aparición de obras sobre botánica. Jacques Daléchamps (1513-1588), médico, botánico, filólogo, y naturalista publicó en Lyon Historia generalis plantarum (1586-1587), una compilación de todos los conocimientos botánicos de su época, y que a veces se presenta como Historia plantarum Lugdunensis por sus descripciones de la flora autóctona de la ciudad. La obra, muy criticada, comprendía 2731 grabados en madera, a veces algo mediocres. Mathieu de l'Obel (1538-1616), médico, y botánico flamenco, en colaboración con Pierre Pena, publicó Stirpium adversaria nova (1571) —con 268 grabados y la descripción precisa de 1500 especies, indicando las localidades donde fueron recolectadas; era la flora de en los alrededores de Montpellier, con plantas del Tirol, Suiza y Holanda— y Plantarum seu stirpium historia (1576), más que una simple adaptación de la primera: contenía un índice en siete idiomas y más de 2000 ilustraciones (la mayoría procedentes de obras de Clusius, de R. Dodoens y Pierandrea Mattioli). Tuvo un gran éxito y en ella se atisba el principio de una clasificación más correcta que en autores precedentes; reunió con precisión las rosáceas, gramíneas y cereales y, en otro grupo, las leguminosas y el género oxalis, por sus foliolos subdivididos en tres. Se le atribuye el primer intento de clasificar las plantas según sus afinidades naturales, en lugar de sus usos médicos.
La necesidad de estandarizar criterios de clasificación impulsó la investigación de las partes de las plantas y de sus funciones. Andrea Cesalpino (1519-1603), que manifestó diversos intereses y estudios, además de la botánica, la anatomía, la mineralogía y la metalurgia,  en sus obras De plantis libri XVI (1583) y Appendix ad libros de plantis (1603), explicó que la clasificación debía estar basada en caracteres objetivos, en los rasgos de las plantas y no en la utilidad. Rompió con la tradición de los herbolistas como Brunfels y analizó comparativamente las formas anatómicas y proporcionó las definiciones de sus conceptos. Se interrogó sobre la diferencia entre las plantas y los animales: estableció comparaciones entre los órganos de nutrición de las plantas (las raíces) y de los animales (el estómago y los intestinos). Su éxito en lograr un sistema natural de clasificación fue limitado, pero fue el primero que incluyó el estudio de grupos de plantas hasta entonces excluidos, como las algas, los musgos, los helechos, los equisetos, los hongos y los corales, mucho antes de que se comprendiera que los hongos no son vegetales y que los corales son en realidad animales. Su clasificación estaba basada en caracteres del porte, el fruto, la semilla y el embrión (excluyendo la flor), distinguiendo catorce clases de plantas con flores y una decimoquinta donde se incluían las plantas sin flores ni frutos, y donde se reconocen grupos naturales como las compuestas, las umbelíferas, las fagáceas, las leguminosas, las crucíferas y las boragináceas. El sistema de Cesalpino fue el primero que se basó verdaderamente en el estudio comparativo de las formas anatómicas y su clasificación serviría de base para clasificaciones futuras y por ella puede considerarse a Cesalpino el responsable de hacer de la botánica una ciencia autónoma.

#### Jardines botánicos
Desde la Edad Antigua ha habido jardines de esparcimiento, como los célebres Jardines Colgantes de Babilonia, pero los primeros jardines orientados a un uso científico son los llamados «jardines de simples», siendo «las simples» un término con el que también se identifica a las plantas medicinales. Durante la época de la Grecia antigua, los templos dedicados al dios de la medicina Asclepio podían tener en su proximidad un jardín de simples dedicado al cultivo de las plantas sagradas del dios, es decir las plantas dotadas de ciertas virtudes útiles. En la Roma antigua ya existían diferentes profesiones especializadas en el uso de plantas medicinales: el iatralipice (especialista en ungüentos), los pharmacopolae (vendedores de productos medicinales), los unguentarii y aromatarii (preparadores de productos medicinales), etc. En la Europa medieval, tanto los médicos del medio urbano como los monjes de los monasterios empezaron a cultivar sus propios jardines privados y se establecen términos en latín como hortus sanitus, hortus medicus, herbularius, erbarium botanicum, hortus botanicus, todos ellos referidos a jardines destinados al cultivo de las plantas que estos médicos y monjes necesitaban para preparar remedios y fármacos.
En Mesoamérica, Hernán Cortés describe que los nobles y las personalidades destacadas de la sociedad Mexica poseían ciertos espacios destinados a la colección de flora y jardines, como se describen en el palacio de Moctezuma, al igual que los acolhuas, que levantaron jardines como Tetzcotzingo, construido por Nezahualcóyotl, rey de texcoco.
Llegados al Renacimiento, los jardines de simples empezaron poco a poco a convertirse en instituciones oficialmente reconocidas por las autoridades, tratándose principalmente de jardines creados en el seno de universidades que también servían como lugares de formación. Gradualmente, esa cultura se extiende a las especies que carecían de virtudes terapéuticas, transformando así esos jardines en verdaderos jardines botánicos (hortus botanicus). Los más antiguos de este tipo, auténticos precursores de los jardines botánicos actuales, aparecieron en Italia, en España y en Francia en el siglo XVI:
- Jardín botánico de Padua (1544)
- Jardín botánico de Pisa (1545)
- Jardines Farnesio de Roma (1550), los primeros jardines botánicos privados
- Jardín de simples de Florencia (1554)
- Jardín botánico de Valencia (España, 1567)
- Jardín Botánico de Bolonia (1568)
- Hortus Botanicus Leiden (Países Bajos, 1590)
- Jardín de las Plantas de Montpellier (Francia, 1593), fundado por Pierre Richer de Belleval
- Jardín Botánico de Heidelberg (Alemania, 1597)
- Jardín Botánico de la Universidad de Copenhague (Dinamarca, 1600)

- Primeros jardines botánicos europeos
- Jardín botánico de Padua (1545), con la basílica de San Antonio al fondo.
- Jardín de simples de Florencia (fundado en 1554)
- Hortus Botanicus Leiden (fundado en 1587) (1610)
- Real Jardín de las Plantas Medicinales (fundado en 1635) (acuarela de Frédéric Scalberge, 1636)

#### El herbario
Luca Ghini (1490-1566) es considerado como el inventor del herbario.

### Los primeros zoólogos

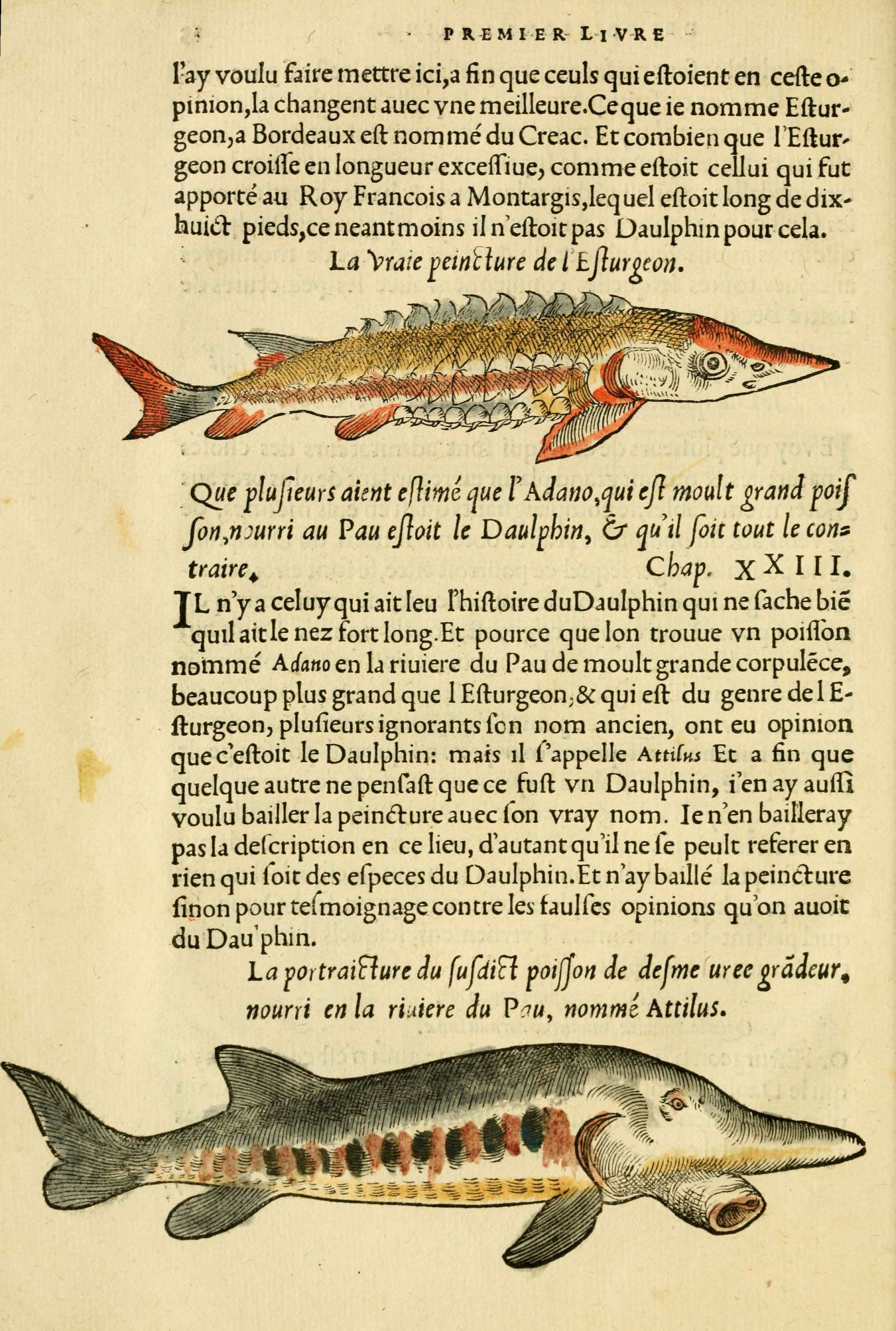
Página de L'histoire naturelle des estranges poissons marins... de Pierre Belon

Guillaume Rondelet (1507-1566), médico en Montpellier, la Meca de la ciencia francesa de la época, principalmente de botánica y medicina durante el Renacimiento, publicó en 1555 dos obras en latín consagradas a la ictiología —De piscibus marinis, libri XVIII, in quibus veræ piscium effigies expressæ sunt (Lyon, 1554) y Universæ aquatilium historiæ pars altera, cum veris ipsorum imaginibus (1555)— donde presentaba todos los animales acuáticos, incluso míticos, que conocía. Describió 244 especies mediterráneas y fue muy crítico con los textos antiguos, rechazando todo lo que parecía una fábula. Añadió muchas observaciones personales de gran calidad.
Pierre Belon (ca. 1517-1564) fue el autor de L'histoire naturelle des éstranges poissons marins avec la vraie peinctvre & description du Daulphin & de plusieurs autres de son espèce (1551) [La historia natural de los extraños peces marinos con la verdadera pintura y descripción del delfín y muchos otros de su especie] y de La Nature et diversité des poissons, avec leurs pourtraicts représentez au plus près du naturel (en 1555), en los que intentó establecer un embrión de clasificación, en particular evocando a los peces reales y sus subdivisiones basadas en observaciones anatómicas: cartílago o esqueleto óseo, ovíparo o vivíparo. Su clasificación mejoraba la de Rondelet (publicada tres años después de la suya) y describía 110 especies de peces, algunos de ellos por primera vez en Europa, hasta ese momento animales desconocidos.

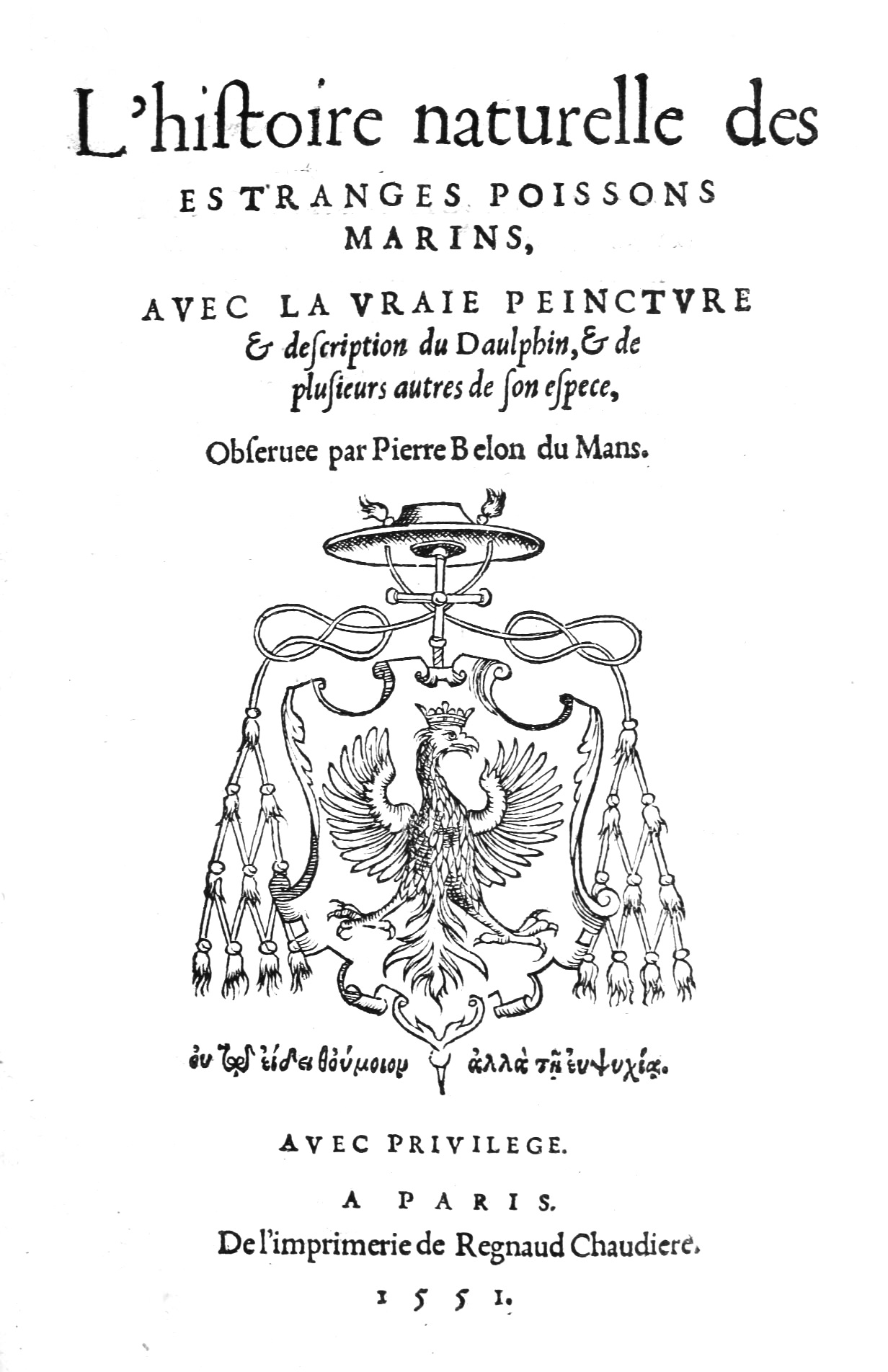
Página de título de L'histoire naturelle des éstranges poissons marins... de Pierre Belon.

### Los enciclopedistas
Conrad Gessner (1516-1565) hizo publicar su Historiae animalium en Zúrich entre 1551 y 1558. Compilador infatigable, apodado el Plinio suizo, Gessner recopiló todos los conocimientos sobre animales de los que tenía conocimiento. Los presentó organizados sobre una base alfabética, analizando cada animal según un modelo idéntico. Gessner no pretendía juzgar, sino hacer una enciclopedia lo más exhaustiva posible. Su obra, ricamente ilustrada, será reeditada muy a menudo durante más de tres siglos.
El naturalista italiano Ulisse Aldrovandi (1522-1605) publicó de 1559 a 1605 los primeros cuatro volúmenes de una historia natural (de ellos De Animalibus insectis en 1602 que constituye en realidad el séptimo volumen) que contará con catorce, los otros se publicarán después de su muerte (el último volumen apareció en 1668). Este naturalista aún veneraba la antigüedad y le daba tanto crédito a Estrabón y Plinio como a sus propias observaciones. Fue en 1561 el primer profesor de historia natural (lectura philosophiae naturalis ordinaria de fossilibus, plantis et animalibus) de la Universidad de Bolonia, y el creador del Jardín Botánico de Bolonia en 1568, el tercero más antiguo del mundo (tras Padúa y Pisa).

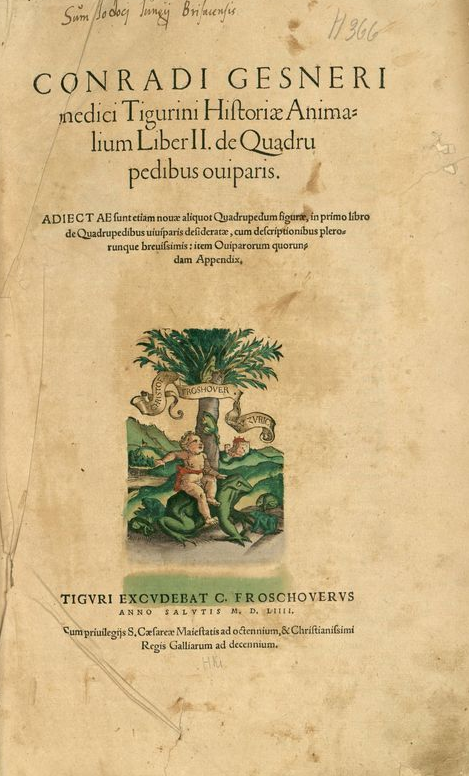
Frontispicio de Historiae animalium... (1554) de Conrad Gessner.
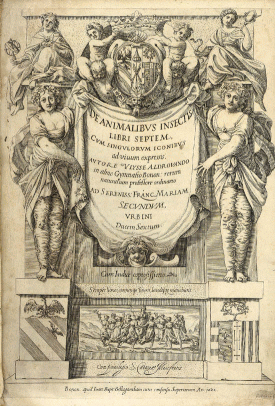
Frontispicio de De animalibus insectis... (1602) de Ulisse Aldrovandi.
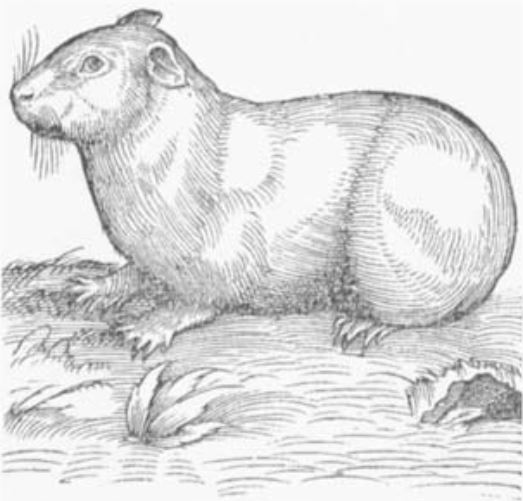
Guinea Pig, de Historiae animalium (vol. i, De Quadrupedus viviparis) (1551)
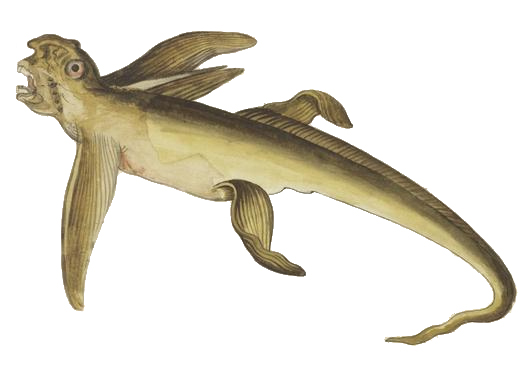
Dibujo de una Simia marina, hecho por el doctor alemán Johann Kentmann, usado en Historiae animalium
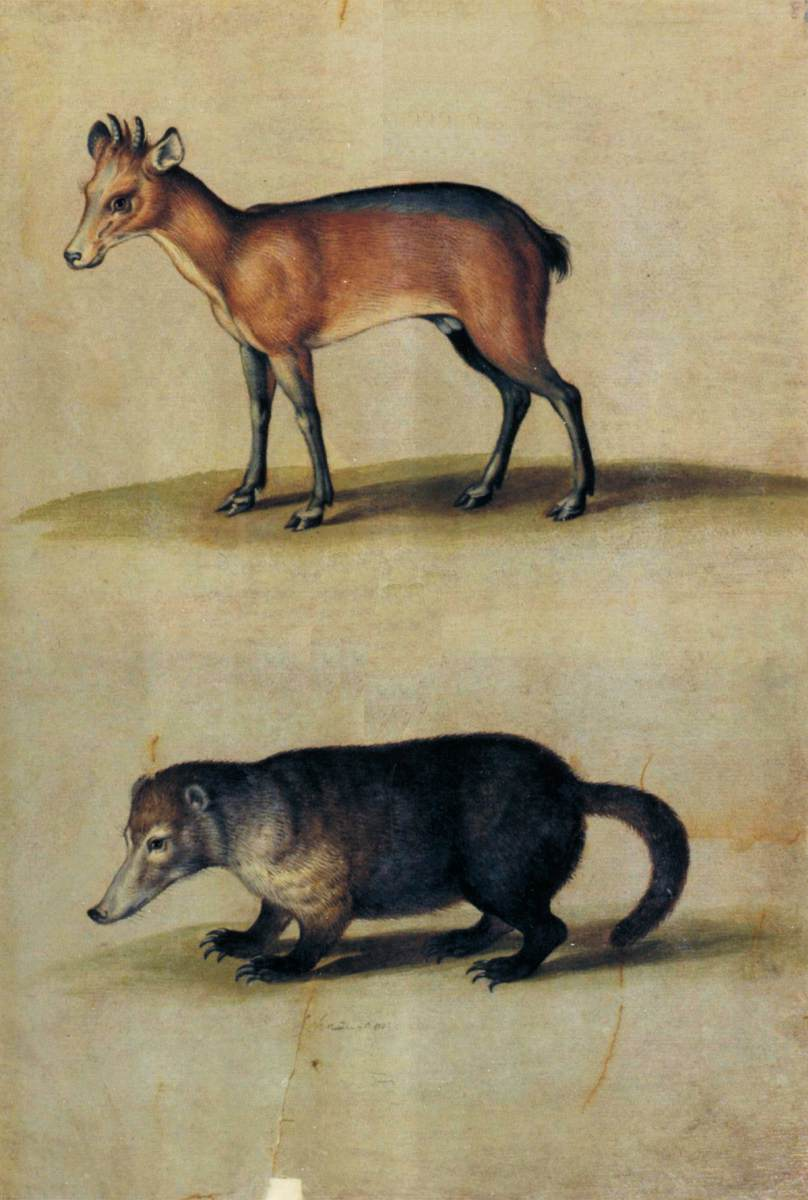
Antílope rojo (Alcelaphus caama) y coati andino (Nasuella olivacea) (acuarela de Aldrovandi)

### El nacimiento de la anatomía científica

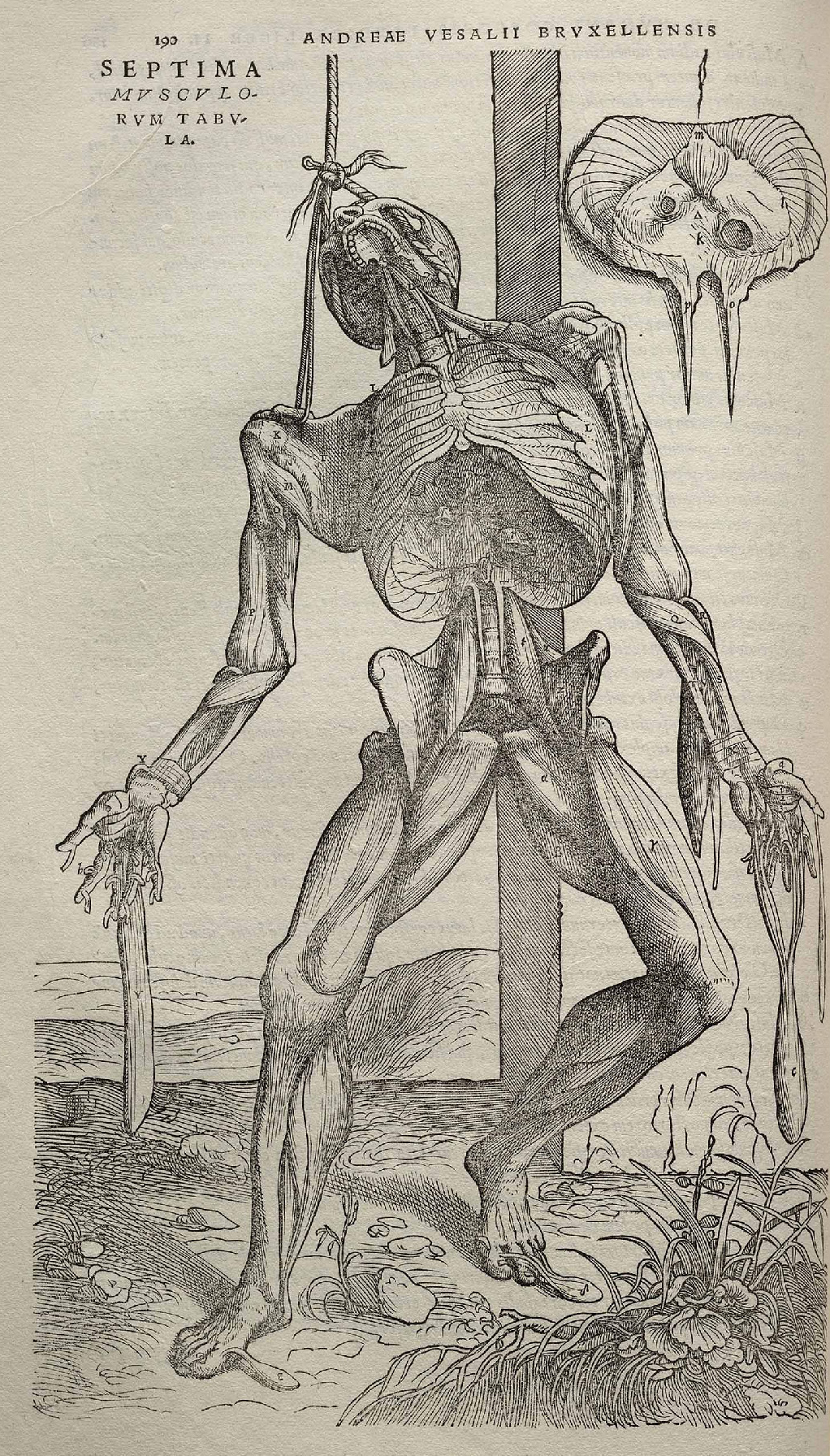
La Fabrica de Vesalio contenía muchos dibujos extremadamente detallados de disecciones humanas, algunos de ellos en posturas alegóricas.

Leonardo da Vinci (1452-1519) practicó la disección de cadáveres e hizo muchos bocetos anatómicos. Sus intereses de investigación incluyen la circulación sanguínea y el funcionamiento del ojo.
Andrés Vesalio (1514-1564) fue un médico y anatomista de Bruselas. Su De humani corporis fabrica (Basilea, 1543) es una colección de anatomía descriptiva que revolucionó el conocimiento anatómico de su tiempo. La obra, en siete partes, o libros, forma un tratado completo del cuerpo humano en cerca de setecientas páginas de espléndida impresión, siendo considerado uno de los más influyentes libros científicos de todos los tiempos, conocido sobre todo por sus ilustraciones, con algunas de las más perfectas xilografías jamás realizadas. Vesalio refutó algunos de los más graves errores de Galeno, como por ejemplo la noción de que los grandes vasos sanguíneos nacían del hígado, aunque se aferró a otros de los errores de Galeno, como la idea de que había un tipo de sangre circulando por las arterias y otro diferente por las venas. (Hasta los trabajos sobre la circulación de la sangre de William Harvey esas ideas erróneas no fueron rectificadas.)
Bartolomeo Eustachi (1510-1574) fue un anatomista y médico italiano a quien se deben gran cantidad de descubrimientos anatómicos en los sistemas óseo, muscular, nervioso y venoso. También descubrió un canal que ha recibido su nombre, la trompa de Eustaquio.
Gabriele Falloppio (1523-1562) fue un cirujano y anatomista italiano cuyos trabajos describieron muchos órganos, particularmente a nivel de audición, de los aparatos secretores y de los órganos reproductivos. Descubrió, por ejemplo, las trompas de Falopio que conectan los ovarios con el útero.

## SigloXVII

### La fundación de la micología
Charles de l'Écluse (1525-1609) publicó sus observaciones sobre los hongos en 1601, una publicación considerada por algunos como el acto fundador de la micología.
En civilizaciones antiguas como la griega, romana e hindú, los hongos se consideraban alimentos sagrados. Y a partir de datos en la obra de fray Bernardino de Sahagún y de fragmentos del Popol Vuh y del Chilam Balam, también se cree que en las culturas mesoamericanos prehispánicas, los hongos adquirieron un rango elevado y llegaron a considerarse comida de dioses y reyes. Quizás en Mesoamérica esa relación tenga que ver más con los hongos alucinógenos que con los alimenticios. Esa costumbre de ingerir hongos con un fin místico o enteogénico, continúa en algunas culturas hasta nuestros días.
Las setas aparecen por escrito por primera vez en las obras de Eurípides (480-406 a. C.). El filósofo griego Teofrasto de Ereso (371-288 a. C.) fue quizás el primero en tratar de clasificar sistemáticamente las plantas; las setas fueron consideradas como plantas a las que faltaban ciertos órganos. 
Los antiguos no dejaron ningún documento científico sobre los hongos y solamente dos autores merecen ser mencionados: Plinio el Viejo (23-79 d. C.) por su Naturalis historia, donde escribió sobre las trufas, y Dioscórides (ca. 40 - ca. 90) por los usos terapéuticos de algunas setas en De re medica. Estos textos, que mencionan solo unas veinte especies, tienen, sin embargo, solo un interés arqueológico, excepto por haber legado a la ciencia palabras como amanita, boletus, manitaria, myco o tuber. 
La Edad Media vio poco avance en el cuerpo de conocimiento sobre los hongos. Más bien, la invención de la imprenta permitió a algunos autores disipar las supersticiones y los conceptos erróneos acerca de ellas que los autores clásicos habían perpetuado.

Los hongos y las trufas no son ni hierbas, ni raíces, ni flores, ni semillas, sino simplemente la superflua mezcla de tierra, de árboles o madera podrida, y de otras cosas podridas. Esto se debe al hecho de que todos los hongos y trufas, especialmente aquellos que se usan para comer, crecen más comúnmente en un clima tormentoso y húmedo.
Fungi and truffles are neither herbs, nor roots, nor flowers, nor seeds, but merely the superfluous moisture or earth, of trees, or rotten wood, and of other rotting things. This is plain from the fact that all fungi and truffles, especially those that are used for eating, grow most commonly in thundery and wet weather.
Jerome Bock (Hieronymus Tragus) (1552)

- la clasificación publicada en (1526) por el humanista italiano Hermolaus (1454-1493);
- los trabajos de botánicos que, como Matthiole (1569), se aplicaron a comentar a Dioscórides;
- Junius[52] que, en 1564, describió la Phallus impudicus  recolectada en Países Bajos;
- Reiner Solenander) (1524-1601) que describió  Fistulina hepatica  (lengua de buey) en Alemania;
- el erudito italiano Fabi Columna[53] (1599) que ilustró e ilustró la jaula roja Clathrus cancellatus;
- el italiano Porta[54] fue el primero en atreverse a afirmar, en 1592, que los hongos se reproducen por semillas.
- el sabio flamenco Charles Leclerc (1526-1609) hizo pintar 86 acuarelas que representan 42 especies de hongos comestibles repartidos en 22 géneros, 58 especies de hongos venenosos de 25 géneros y 5 especímenes nuevos. En total, 105 especies de ellas 6 amanitas, 9 russulas, 7 lactarias, 12 tricholomas y 14 boletos.

### El trabajo fundador en botánica y zoología de J. Ray y F. Willughby
John Ray (1627-1705) y Francis Willughby (1635-1672) desempeñaron un papel esencial tanto en botánica como en zoología durante este período. En botánica, Ray publicó un Catalogus plantarum circa Cantabrigiam nascentium (Cambridge, 1660) [Catálogo de plantas en los alrededores de Cambridge]. El libro fue muy innovador en comparación con otras publicaciones botánicas británicas. Establecerá nuevos estándares que serán seguidas por muchos botánicos en Europa. Se considera a veces que la obra de Jan Commelijn (1629-1692), Catalogus plantarum indigenarum Hollandiae (1683), fue el primer catálogo de plantas que rompió con el orden alfabético que prevalecía hasta entonces para seguir una clasificación basada en la similitud de los frutos, una clasificación propuesta por Ray.
Ray publicó en Londres en 1670 un trabajo del mismo tipo, pero sobre la flora británica: Catalogus plantarum Angliae, una versión enriquecida del libro apareció en 1690 en Londres con el título Synopsis methodica stirpium Britannicarum. En 1682, Ray recopiló varios ensayos sobre botánica en Methodus plantarum nova, un trabajo revisado en 1703 con el título Methodus emendata. Desde 1686 hasta 1704, publicó una extenso obra sobre la flora europea, describiendo 18 000 especies: Historia plantarum.
En zoología, Ray fue el primero en proponer una clasificación de los animales basada en criterios anatómicos, y no conductuales o ambientales. Su clasificación, especialmente de las aves, fue la más evolucionada hasta la obra de Linneo.
La muerte prematura de Willughby le impidió completar varios trabajos que Ray enriquecerá (a veces considerablemente) y publicará solo con el nombre de Willughby. Fue el caso de Ornithologia (Londres, 1676) y de De historia piscium (Oxford, 1686). Entre las obras principales de Ray se encuentra también Synopsis animalium quadrupedum et serpentini generis (Londres, 1693). Varias de sus obras aparecieron póstumamente como Historia insectorum en Londres en 1710 o Synopsis avium et piscium aún en Londres en 1713.

### Los avances en biología y el uso del microscopio
La biología se convertirá en una verdadera disciplina autónoma de la historia natural solamente durante el siglo XIX con el auge del uso de los microscopios modernos. La segunda mitad del siglo XVIII estuvo marcada por la publicación de muchos trabajos altamente innovadores, algunos posibles gracias a la invención del microscopio óptico, que algunas veces se remonta a 1595 y se atribuye a Zacharias Janssen (ca.1580-ca. 1638) y a su padre.
- Francesco Redi (1626-1697) estaba interesado en la parasitología y describió cerca de 100 especies de parásitos microscópicos o muy pequeños. Fue autor de muchas observaciones sobre la generación de insectos y sobre los gusanos intestinales.
- Marcello Malpighii (1628-1694), anatomista y biólogo italiano considerado el padre de la anatomía microscópica o histología, se asocia hoy a docenas de estructuras en el cuerpo humano y en insectos, aunque también publicó trabajos de botánica. Su libro Anatome plantarum (1675-1679) sobre la anatomía celular de las plantas, es notable por lo esmerado y exacto de sus ilustraciones, descubriendo estomas, capilares y flores. Estudió la embriología vegetal y gracias al uso del microscopio, fue el primero en presentar una evidencia visible de la constitución detallada de un embrión en etapas tempranas del desarrollo. Malpighi interpretó erróneamente sus observaciones como una prueba a favor del preformacionismo.
- Antoni van Leeuwenhoek (1632-1723) descubrió bajo el microscopio la existencia de microorganismos (protozoos, levaduras, bacterias). Sus muchas observaciones sentarán las bases de la microbiología. Observó y describió, con microscopios de su fabricación,«animalcules spermatiques» o espermatozoides, glóbulos de la sangre y muchas otras estructuras microscópicas.
- Robert Hooke (1635-1703) publicó en 1665 su obra Micrographia, una colección de ilustraciones y descripciones de varias estructuras vistas bajo el microscopio. Incluía la primera descripción publicada de una «cellule» (célula) y de un microorganismo.
- Jan Swammerdam (1637-1680), cuyos trabajos se centraron en la anatomía de los insectos que estudiaba utilizando un micro-material de disección fabricado por su cuidado, publicó, en 1669, una Histoire générale des insectes [historia general de los insectos] en la que los clasificaba según su tipo de metamorfosis.

Girolamo Fabrizi d'Acquapendente (1537-1619) estaba particularmente interesado en el desarrollo embrionario de los animales. Sus investigaciones fueron completadas por uno de sus alumnos, Hieronymus Fabricius (1537-1619), que estudió el desarrollo embrionario de los pollos.
William Harvey (1578-1657) descubrió la circulación sanguínea en 1616.
Las primeras obras sobre los insectos datan de principios del siglo XVII. Thomas Muffet (ca. 1552-1604), médico y naturalista inglés, publicó en 1634, post mortem, el Theatrum Insectorum, un libro completamente dedicado a los insectos (un término que en realidad se refiere a los insectos pero también a muchos otros invertebrados). Charles Butler (1559-1647) publicó en 1609 el primer libro dedicado enteramente a las abejas.

### El nacimiento de la anatomía comparada

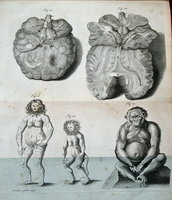
Dibujos de Tyson comparando las anatomías del orangután y el chimpancé

Los progresos esenciales en el campo de la anatomía comparada se debieron, en Francia, a Claude Perrault (1613-1688) y a Joseph-Guichard Duverney (1648-1730), que estuvieron vinculados por una estrecha colaboración. Perrault, más conocido como arquitecto que como anatomista, fue sin embargo la figura dominante de un grupo de anatomistas parisinos que llevaron a cabo la disección y la descripción rigurosa de 25 especies de mamíferos, 70 de aves y 5 de reptiles, cuyos grabados se deben a Sébastien Leclerc. Perrault se concentró en el estudio comparativo de los órganos de la audición y la vista, así como en el vuelo de las aves. La mayoría de sus observaciones se incluyeron en el trabajo colectivo titulado Mémoires pour servir à l’histoire naturelle des animaux publicado en dos volúmenes (1671 y 1676). Estudió el flujo de la savia y encontró que fluía en dos direcciones, ascendente y descendente. Pero, como otros científicos de su época, intentó descubrir un funcionamiento celular similar al de los animales. Sus ideas fueron rechazadas por Denis Dodart (1634-1707) y Samuel Cottereau du Clos (1598-1685), con quienes dirigió en 1676 la publicación de las Mémoires pour servir à l'histoire des plantes, premisa de un catálogo inacabado de todas las plantas conocidas.
- Nehemiah Grew (1641-1712), médico y botánico británico, estudió la anatomía de las plantas bajo el microscopio. También realizó estudios comparados del sistema digestivo (estómago e intestino) en mamíferos, aves y peces. El estudio anatómico de los tejidos fue lo suficientemente avanzado para que Grew crease en 1675 el término de «anatomie comparée» para describir las diferencias y similitudes entre los órganos de los seres vivos. Fue el primer erudito en utilizar ese término como título de una de sus memorias en el contexto de la anatomía de las plantas,[58] y después en el de la anatomía de los animales.[59] Su obra más afamada, Anatomy of Plants (1682) —recopilación de sus antiguos trabajos, con 82 imágenes y dividida en cuatro volúmenes: «Anatomy of Vegetables begun», «Anatomy of Roots», «Anatomy of Trunks» y «Anatomy of Leaves, Flowers, Fruits and Seeds»[60]— destacó por sus descripciones sobre las estructuras de las plantas, identificando casi todas las diferencias claves de la morfología del tallo y la raíz. Tiene también una de las primeras descripciones microscópicas del polen, observando que los mismos eran transportados por las abejas, aunque no llegó a realzar el significado de esta observación.[61] También se le considera uno de los pioneros de la dactiloscopia, fue el primero en estudiar y describir las crestas, surcos y poros de la superficie de la mano y el pie. En 1684 publicó dibujos muy precisos de las huellas dactilares.[62]
- Edward Tyson (1650-1708), médico y anatomista británico, también es considerado uno de los padres de la anatomía comparada. En 1680 descubrió que las marsopas son mamíferos. En 1698 practicó la disección de un chimpancé y publicó sus resultados en un libro titulado Orang-Outang, sive Homo Sylvestris: or, the Anatomy of a Pygmie Compared with that of a Monkey, an Ape, and a Man (1699), concluyendo que el chimpancé se parecía más al ser humano que a los monos.

## SigloXVIII

### Los progresos en biología
Joseph-Guichard Duverney (1648-1730) publicó a principios del siglo XVIII varias memorias importantes ante la Academia de Ciencias de París sobre los sistemas circulatorio y respiratorio de los vertebrados de sangre fría como ranas, serpientes, etc.
En 1718, Louis Joblot (1645-1723) publicó un tratado ilustrado sobre el uso de los microscopios, mediante el cual describió las «animalcules »(cápsulas de animales) observadas en diversas infusiones.
En 1720, Michael Bernhard Valentini (1657-1729) publicó un estudio en el que comparaba la anatomía de diferentes vertebrados.
En 1734, Jacob Theodor Klein (1685-1759) publicó Naturalis dispositio Echinodermatum, un trabajo pionero sobre erizos de mar.
En 1786, dos años después de la muerte de Otto Müller (1730-1784), se publicó el primer libro dedicado a los protistas, su obra Animalcula Infusoria fluviatilia et marina, en la que se describían 378 especies de organismos microscópicos.
La palabra «Biologie» fue utilizada por primera vez por Roose en 1797.

### La botánica
Sébastien Vaillant (1669-1722), botánico francés, publicó post mortem, después de haber trabajado durante mucho tiempo en la reproducción de vegetales, el Botanicon Parisiense (o Dénombrement par ordre alphabétique des plantes qui se développent aux environs de Paris, [Enumeración en orden alfabético de las plantas que se desarrollan alrededor de París]) en 1727 por intermedio de Herman Boerhaave, ilustrado por Claude Aubriet. Este libro fue uno de los primeros en describir la flora alrededor de París.
Antoine de Jussieu (1686-1758) creó una clase aparte de plantas para los hongos y los líquenes en 1728.
Bernard de Jussieu (1699-1777) puso en práctica el método natural de clasificación de las plantas, basado en la noción de familia. Este sistema basado en los caracteres morfológicos de las plantas será asumido y desarrollado por su sobrino Antoine-Laurent de Jussieu (1748-1836). Este último expuso sus ideas sobre la clasificación de plantas en 1774 en Exposition d'un nouvel ordre de plantes adopté dans les démonstrations du Jardin royal [Exposición de un nuevo orden de plantas adoptado en las demostraciones del Jardín Real], que se completará en 1789 con su Genera plantarum secundum ordines naturales disposita.
Johann Wolfgang von Goethe (1749-1832), famoso escritor y científico alemán, publicó en 1790 un ensayo sobre la metamorfosis de las plantas, Versuch die Metamorphose der Pflanzen zu erklären, en el que estableció una teoría general sobre la morfología de las plantas reconociendo la analogía de ciertas formas como los cotiledones, la forma de las flores o de las hojas. También esbozó una teoría de la evolución en las plantas y vinculó la morfología con la filogenia. Esta visión estaba muy por delante de las ideas que generalmente se tenían en las plantas en su época. Por lo tanto, fue uno de los primeros (y quizás el primero) en utilizar el término metamorfosis en botánica.

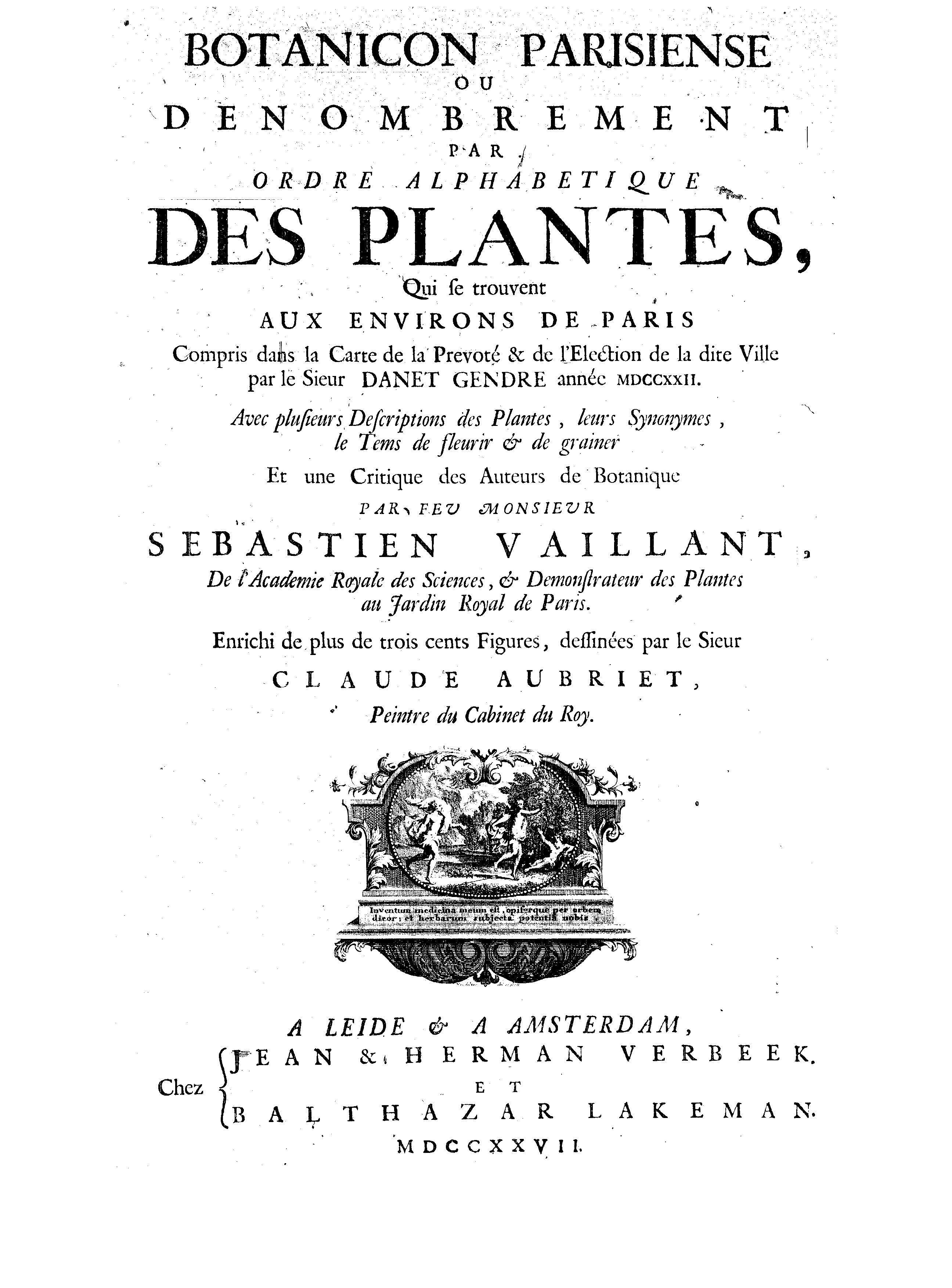
Pagina de guarda de de la edición de 1727 de la Botanicon Parisiense.
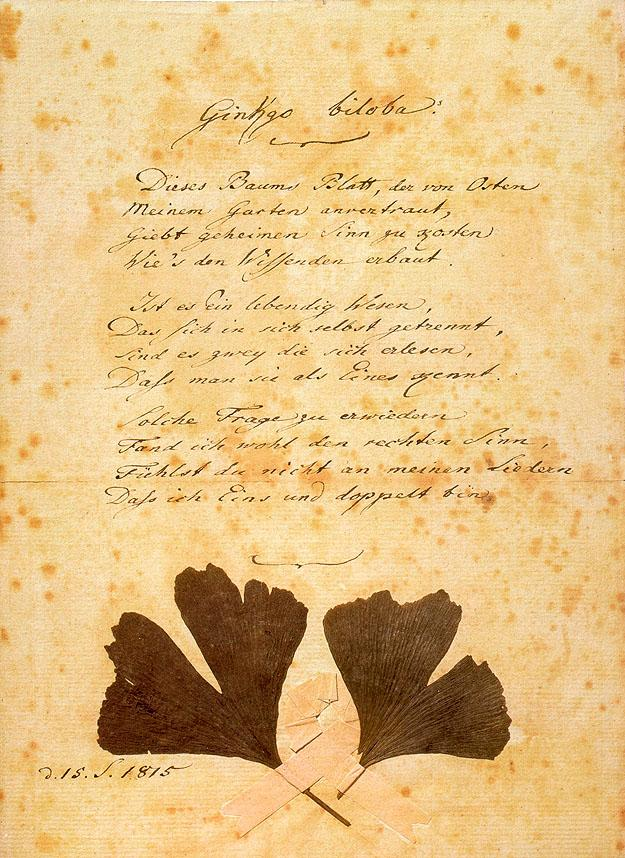
Poema de Goethe sobre el Ginkgo biloba.

### La cuestión de la generación espontánea y el estudio de los insectos

#### Los precursores
Martin Lister (ca. 1638-1712) fue un médico y naturalista británico cuyo trabajo concernió a muchas especies de invertebrados, en especial, de los moluscos y las arañas.
Anna Maria Sibylla Merian (1647-1717) tuvo un lugar especial en la historia de la entomología. Pertenecía a una prestigiosa familia de grabadores y aprendió muy pronto a dibujar y pintar. Le apasionaban los insectos y, en particular, el fenómeno de la metamorfosis, que ya había sido objeto de observaciones e ilustraciones de Jan Goedart (1617 a 1668). Descubrió en los Países Bajos varias colecciones de mariposas procedentes de las Américas. Deseando observarlas ella misma, hizo un viaje en 1699 a Surinam. Las ilustraciones que realizó fueron muy populares, y trató de ilustrar las diferentes etapas de crecimiento de los insectos (larvas, ninfas y adultos). Sus imágenes no estaban acompañadas de texto, por lo que su impacto en la evolución de la entomología fue bastante pequeño, aunque es notable especialmente porque fue una de las pocas mujeres naturalistas de su tiempo.
Johann Leonhard Frisch (1666-1743) demostró que el desarrollo de una planta podía retrasarse por la acción de sus parásitos. De 1696 a 1700, Antonio Vallisneri (1661-1730) publicó su Dialoghi sopra la curiosa Origine di molti Insetti [Diálogos sobre el curioso origen de varios insectos] en La Galleria di Minerva. Expuso sus primeros experimentos sobre la reproducción de insectos que, con las observaciones de Francesco Redi (1626-1697) y de Marcello Malpighi (1628-1694), contribuyeron a desmentir la creencia en la generación espontánea. Pierre Lyonnet (1708-1789) publicó sus primeras observaciones sobre la anatomía de los insectos en 1750 con el nombre de Traité anatomique de la chenille qui ronge le bois de Saule [Delicia anatómica de la oruga que roe la madera de sauce]. Aunque sus disecciones e ilustraciones fueron notables, al no ser un médico, carecía de conocimientos anatómicos y sus observaciones a veces se resienten.
Moses Harris (1731-1785), ilustrador y entomólogo británico, fue el primero en utilizar las nervaduras de las alas de las mariposas para su clasificación.

#### Réaumur
La entomología obtiene su carta de nobleza con René-Antoine Ferchault de Réaumur (1683-1757). Miembro de la Academia de Ciencias en 1708, realizó experimentos en un gran número de sujetos, siendo los más conocidos el desarrollo de un termómetro y sus trabajos sobre la fayenza. Pero el científico no despreciaba la historia natural de las plantas y de los animales en su diversidad. Publicó, desde 1734 hasta 1742, los seis volúmenes de Mémoires pour servir à l'histoire des insectes [Memorias para servir a la historia de los insectos]. Explicaba en su introducción los motivos de su publicación:

Aún no hemos llegado a un momento en que podamos emprender razonablemente una historia general de insectos. Científicos de todo el país los han estado estudiando durante un siglo. La atención que les prestaron nos ha ganado una gran cantidad de observaciones seguras y curiosas. Sin embargo, está lejos de ser suficiente para reunir lo suficiente. El número de observaciones requeridas para una historia de muchos animales pequeños es bastante completo prodigioso.
Nous ne sommes pas encore, à beaucoup près, arrivés au temps où l'on pourra raisonnablement entreprendre une histoire générale des insectes. Des savants de tout le pays se sont plus depuis un siècle à les étudier. L'attention qu'ils leur ont donnée nous a valu un grand nombre d'observations sûres et curieuses. Cependant, il s'en faut bien qu'il y en ait encore assez de rassemblées. Le nombre des observations nécessaires pour une histoire de tant de petits animaux passablement complète est prodigieux.
Réaumur

Continuaba señalando que el número de insectos es prodigioso. De las doce a trece mil plantas conocidas en su día, informaba que cada una mantenía a cientos de especies diferentes de insectos, que son la presa de depredadores particulares. Ese análisis ecológico de la biodiversidad estaba muy adelantado a su tiempo. Continuaba:

La inmensidad de las obras de la naturaleza no parece estar mejor que en la innumerable multitud de tantas especies de pequeños animales.
L'immensité des ouvrages de la nature ne paraît mieux nulle part que dans l'innombrable multiplicité de tant d'espèces de petits animaux.

Después de haber resaltado que la diversidad de los insectos es tal que la mente no podía abarcarla, señalaba que era especialmente útil conocer las formas principales. También justificaba el interés y la importancia de estudiar insectos:

Aunque estamos muy cerca de los límites del estudio de la historia de los insectos, hay personas que descubrirán que todavía lo dejamos demasiado grande. Es lo mismo viendo todo el conocimiento de esta parte de la historia natural como inútil, que los tratan, sin vacilación, diversiones frívolas.
Quoique nous resserrions beaucoup les bornes de l'étude de l'histoire des insectes, il est des gens qui trouveront que nous lui en laissons encore de trop étendues. Il en est de même qui regardent toutes connaissances de cette partie de l'histoire naturelle comme inutiles, qui les traitent, sans hésiter, d'amusements frivoles.

Reaumur luego enumeraba las contribuciones que se podrían hacer en lo que aún no se conocía como la entomología: la cera y la miel que aportan las abejas (la miel que era la principal fuente azucarada de la época), los colorantes derivados de la cochinilla, los higos de cuya maduración depende de los insectos. También indicó que el conocimiento de los insectos ayudaba a combatirlos.
Sus Mémoires a menudo se asemejan a monografías. El volumen IV fue enteramente dedicado a tres especies de cigarras. Describe la anatomía externa, los órganos orales, la oviposición, la producción de la estridulación, la puesta de los huevos, etc. Reaumur, en particular, estudió a las abejas, que bautizó como su cher petit peuple [querido pequeño pueblo]. Para observar mejor el comportamiento de las abejas, fue el primero en diseñar una colmena con un sistema de vidrio, con un obturador para proteger el interior de la colmena de la luz, que Réaumur levantaba solo para hacer sus observaciones.

#### Los alumnos y corresponsales de Réaumur
- Charles de Geer (1720-1778) publicó sobre el modelo de su maestro las Mémoires pour servir à l'histoire des insectes [Memorias para servir a la historia de los insectos] en siete volúmenes, Abraham Trembley (1710-1784) estudió la regeneración de la hidra de agua dulce en relación con el erudito francés Lazzaro Spallanzani (1729-1799), retomó el trabajo de Reaumur en áreas dedicadas a la fisiología y a la reproducción en el reino animal mejorando las condiciones experimentales.

Charles Bonnet (1720-1793) hizo publicar en 1745 sus observaciones sobre la partenogénesis de los áfidos.

#### El estudio de las plagas de los cultivos
El siglo XVIII fue un período en el que el estudio de las plagas comienza a emerger. Se puede citar en particular el trabajo del italiano Giovanni Targioni Tozzetti (1712-1783).

### Buffon
Por sus escritos (especialmente su  Histoire naturelle), en 36 volúmenes, el naturalista francés Georges-Louis Leclerc, conde de Buffon (1707-1788) contribuyó en gran medida a popularizar la historia natural entre sus contemporáneos. La obra fue publicada parcialmente entre 1749 y 1788 en vida del autor y terminada a título póstumo con la aparición del último tomo en 1804. También fue el administrador del Jardín del Rey entre 1739 y 1788.

### Linneo
El naturalista sueco Carl von Linné (1707-1778) desempeñó un papel esencial, especialmente en sus descripciones de unas diez mil especies y en la introducción de la nomenclatura binomial. Linneo registró aproximadamente 6000 especies vegetales y 4400 especies de animales diferentes en la décima edición (1758) de su Systema Naturae Su clasificación de las plantas se basa, entre otras cosas, en los trabajos de Rudolf Jakob Camerarius (1665-1721) sobre la sexualidad de las vegetales.

### El ascenso de la historia natural y la introducción del linneismo en Europa

#### El ejemplo de Austria-Hungría en elsigloXVIII

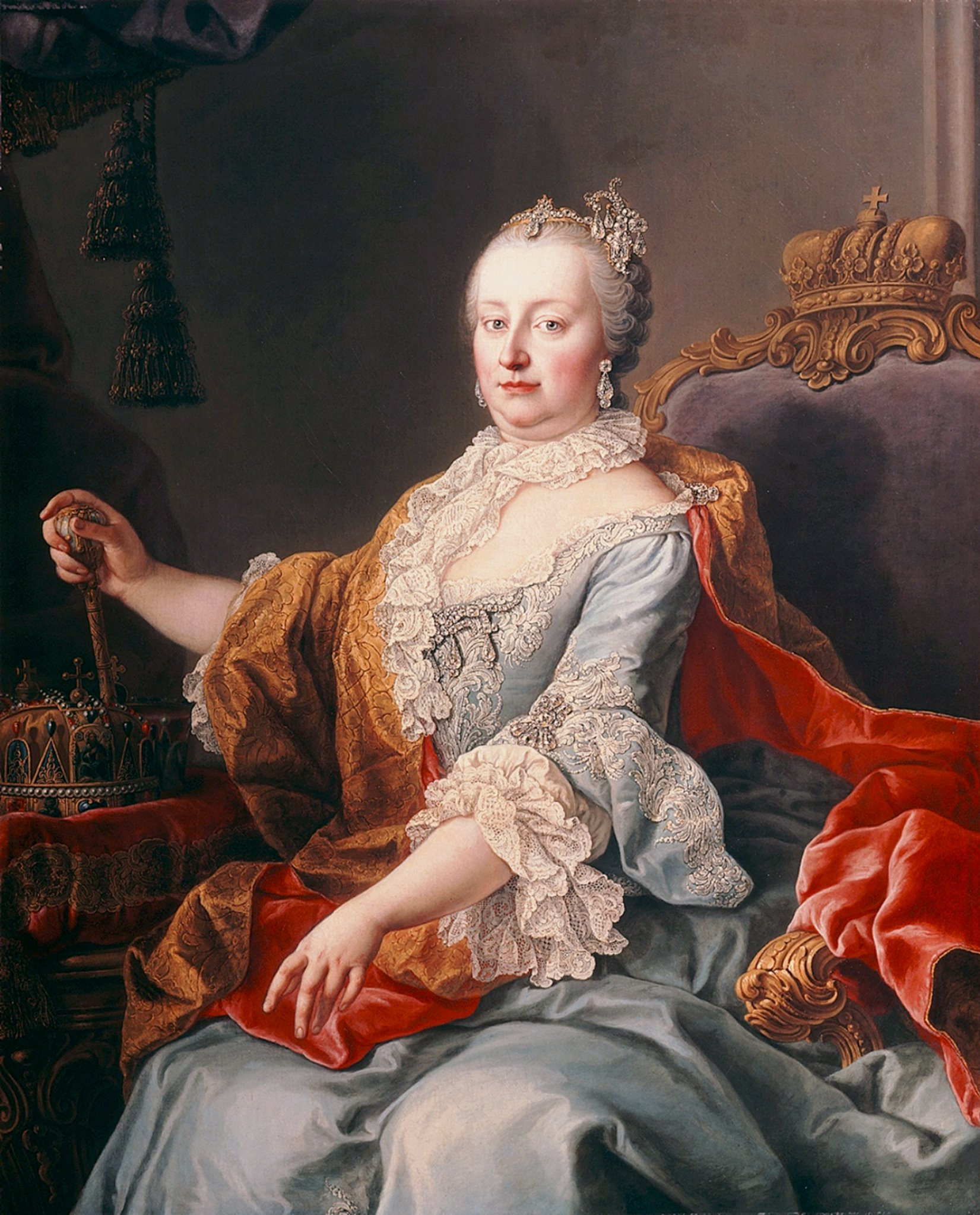
María Teresa de Hungría

La emperatriz María Teresa (1717-1780) decidió hacer de Austria-Hungría uno de los centros de la ciencia europea. Confió a su médico personal y protegido, Gerard van Swieten (1700-1772), de origen neerlandés, la tarea de organizar no solo el servicio de salud del país sino también la universidad. Muchos naturalistas extranjeros fueron invitados a ir y trabajar en el país. La figura destacada de sus emigrantes fue el naturalista Nikolaus Joseph von Jacquin (1727-1817), también de origen neerlandés, alumno de Adriaan van Royen (1704-1779) y de Bernard de Jussieu (1699-1777). Será uno de los líderes en la difusión del sistema linneano. También se debe mencionar la figura del francés de origen, pero austriaco de adopción Belsazar Hacquet (1739-1815), quien viajó por el imperio e hizo observaciones muy importantes tanto sobre los pueblos como sobre la geología o la historia natural. Los países que pertenecían a la corona también contribuyeron al desarrollo científico del país como Giovanni Antonio Scopoli (1723-1788), quien aunque italiano de cultura desempeñará un papel importante en la difusión del linnealismo, o el húngaro József Jakab Winterl (1739-1809). Pero esta visión general no estaría completa si no se evocan algunas personalidades puramente austriacas, en el sentido moderno, como Franz Xaver von Wulfen (1728-1805) o Heinrich Johann Nepomuk von Crantz (1722-1797).

#### El ejemplo de Rusia y el trabajo de P. S. Pallas

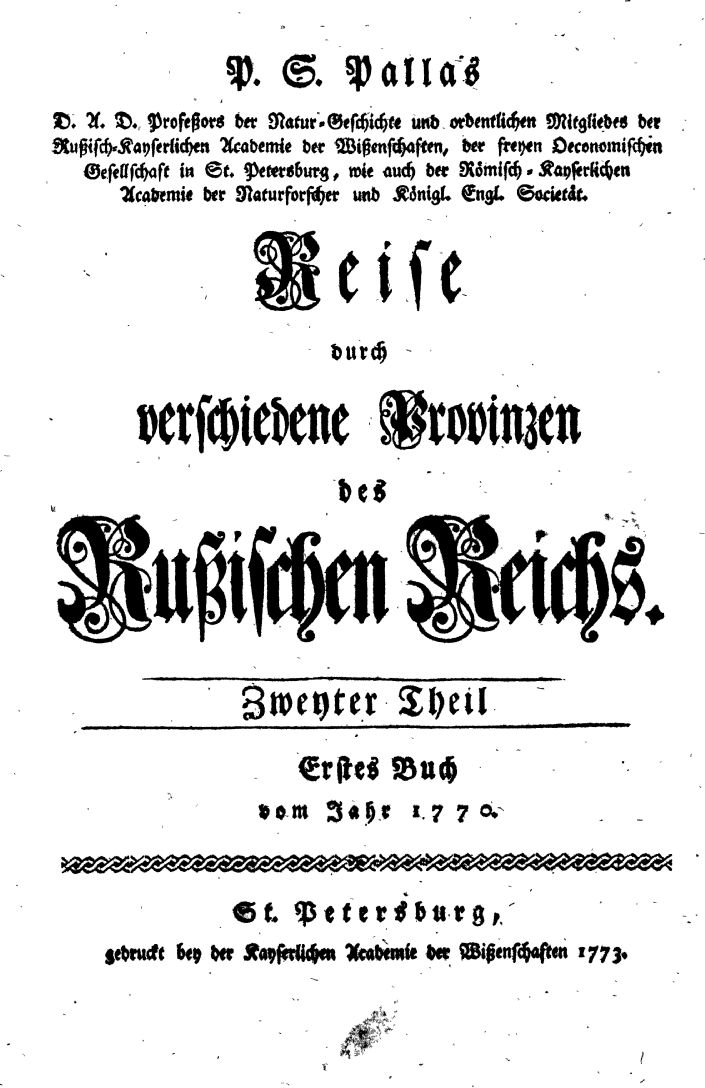
Reise durch verschiedene Provinzen des Rußischen Reichs (1771) de P.S. Pallas.

La mayoría de los contribuyentes a la ciencia rusa son de origen extranjero y llegaron principalmente de Alemania. Los viajes de estos naturalistas en Asia Central, Siberia, el Cáucaso o Crimea revelaron la fauna y la flora de sus inmensas regiones. Se pueden mencionar los siguientes nombres: Johann Peter Falck (1727-1774), Johann Gottlieb Georgi (1729-1802), Ivan Lepekhin (1740-1802), Johann Anton Güldenstädt (1745-1781), Samuel Gottlieb Gmelin (1744-1774). On peut ajouter au siècle suivant : Alexander von Bunge (1803-1890), Friedrich Ernst Ludwig von Fischer (1782-1854), Karl Friedrich von Ledebour (1785-1851), Friedrich August Marschall von Bieberstein (1768-1826), Carl Anton Andreevic von Meyer (1795-1855), Friedrich August Marschall von Bieberstein (1768-1826), Christian von Steven (1781-1863) y Édouard Ménétries (1802-1861).
Entre ellos, Peter Simon Pallas (1741-1811) necesita atención especial. Después de un largo viaje por Asia Central (1768-1774), Pallas regresó a San Petersburgo, donde ocupó un puesto central en la Real Academia de Ciencias de San Petersburgo, especialmente porque era amigo próximo de la emperatriz Catalina II (1729-1796). Además de la publicación de los relatos de los viajes y del análisis de los especímenes recolectados, se le debe una especie de síntesis entre el sistema de Linneo y el enfoque de Buffon. Fue un innovador por el estudio de las variaciones geográficas. Para él, las especies no estaban fijadas de forma permanente, y podía verse su apariencia evolucionar especialmente bajo la acción de factores climáticos.

#### El ejemplo de las islas británicas
El naturalista inglés Gilbert White (1720-1793) fue el autor, en 1789, de The Natural History and Antiquities of Selborne [La historia natural y las antigüedades de Selborne], donde describió las interrelaciones de los animales y las plantas en su región de Hampshire. Se corresponde con el naturalista galés Pennant(1726-1798), famoso por su trabajo en zoología.

#### El ejemplo de los países daneses
Procedente de Alemania, el botánico Oeder (1728-1791) fue responsable de la publicación, a partir de 1761, de Flora Danica, una enciclopedia botánica ilustrada sobre la flora de los países sujetos a la corona danesa. El rey Frederick V (1723-1766) había dado a Oeder el puesto de botánico real para establecer un nuevo Jardín Botánico de Copenhague y realizar la historia completa de la flora de un reino que en ese momento comprendía la propia Dinamarca, los ducados de Schleswig-Holstein, Oldenbourg y Delmenhorst, en Sajonia, así como Noruega y sus dependencias en el Atlántico Norte: Islandia, las Islas Feroe y Groenlandia. La edición de la obra botánica será continuada por O.F. Müller (1730-1784) y luego por Vahl (1749-1804) en lo que respecta a siglo XVIII. La publicación será continuada por otros botánicos en el siglo siguiente, y se completará en 1883.
El naturalista O. F. Müller también intentará lograr con la vida silvestre lo que había emprendido con la flora. Comenzó, en 1776, con un pródromo, la publicación de su Zoologia Danica, que fue completada póstumamente en 1806 por su hermano C.F. Müller (1744-1814), grabador de las ilustraciones, con la participación científica de los naturalistas dano-noruegos Abildgaard (1740-1801), Vahl (1749-1804), Holten (1770-1805), Lund (1749-1809) y Rathke (1769-1855).
Fabricius (1744-1822) publicó, en 1780, su Fauna Groenlandica.

### La fundación del Museo Nacional de Historia Natural de París
El Muséum national d'histoire naturelle de París fue una institución de enseñanza e investigación instituida bajo la Revolución Francesa por decreto del 10 de junio de 1793. Se creó, en particular, por iniciativa de Jean-Baptiste Lamarck, reorganizando el antiguo Jardin du roi, un jardín botánico fundado en París en 1635 y del que Buffon había sido intendente de 1739 a 1788.

### El nacimiento de la historia natural de América del Norte
John Bartram (1699-1777) fue un botánico autodidacta nacido en Darby (Pensilvania), a veces conocido como «father of American Botany», es recordado en especial por haber recolectado una gran cantidad de nuevas especies vegetales mientras recorría América del Norte. También fue el fundador del jardín botánico más antiguo de lo que se convertiría en los Estados Unidos. El jardín botánico más antiguo que aún se conserva de América del Norte, es el Bartram's Garden (Pensilvania), que se creó en 1728.
El primer museo de historia natural estadounidense se estableció en Charleston en 1773, el Charleston Museum, y el segundo en Filadelfia (el Museo Peale) en 1786.

### El nacimiento de la paleontología estratigráfica
El naturalista francés Jean-Louis Giraud-Soulavie (1751-1813), geólogo y geógrafo, fue, desde 1780, uno de los precursores del transformismo y el fundador de la paleontología estratigráfica, imaginando que la duración del tiempo geológico podía llegar a ser de cientos de millones de años.

### Los viajes científicos
Desde el final del siglo XVII y hasta principios del XVIII muchos de los viajes de estudio en países lejanos fueron llevados a cabo por misioneros y médicos. El religioso y botánico francés Charles Plumier (1646-1704) permaneció en las Antillas, entre 1689 y 1697. El viaje al Levante de Joseph Pitton de Tournefort (1656-1708), botánico, y explorador francés, destacado como el primero en aclarar la definición del concepto de género para las plantas, lo llevó al Mediterráneo oriental y a Anatolia, desde 1700 a 1702. El padre Feuillée (1660-1732), explorador, botánico, geógrafo y astrónomo francés, viajó por los Andes, Chile y Perú, entre 1703 y 1711. Augustin Lippi (1678-1705) exploró el Sudán, ubicado entre el Alto Egipto y Nubia, en 1704.
Las Antillas fueron objeto de varios estudios sucesivos de historia natural, incluidos los de Jamaica, en 1707 y 1725, de Hans Sloane (1660-1753) o en 1756 de Patrick Browne (1720-1790).
Mark Catesby (1683-1749), naturalista inglés, realizó varios viajes, entre 1712 y 1719, y, entre 1722 y 1726, en el sureste de América del Norte y en las Antillas. Catesby publicó su Natural History of Carolina, Florida and the Bahama Islands [Historia Natural de Carolina, Florida y las Islas Bahamas], la primera descripción de la flora y fauna de América del Norte, en dos volúmenes completados en 1731 y 1743.
Peyssonnel (1694-1759) descubrió la naturaleza animal del coral que vive en la costas de la Berberia en 1725.
- La medición del arco meridiano por parte de la Académie des sciences condujo, entre 1735 y 1737, a la organización de dos expediciones científicas en Laponia y en Perú. El botánico Joseph de Jussieu (1704-1779) participó en la expedición al Perú. A diferencia de otros miembros de esa expedición liderada por La Condamine, se quedó en Sudamérica para continuar sus estudios naturalistas. Entre 1735 y 1770, Jussieu pasó 35 años en el Perú español, donde contribuyó enormemente al conocimiento de la quinquina.

El naturalista Georg Wilhelm Steller (1709-1745) acompañó a Vitus Béringen su gran expedición nórdica. Tras cruzar Siberia en 1738 y 1739 (cuando se encontró a Gmelin), para llegar a la costa de Kamchatka en 1740, se unió a la tripulación de Bering en 1741 para acompañarlo en su navegación al noroeste de América. A través de sus estudios de historia natural que hará publicar Pallas, Steller será el primer científico en describir muchas especies de animales y plantas de Alaska y de las islas Aleutianas.
Michel Adanson (1727-1806) realizó un viaje de exploración de cinco años a Senegal (1748-1754). En 1757, publicó la historia abreviada de su viaje en la L'Histoire naturelle du Sénégal [Historia Natural de Senegal]. Había recogido toda suerte de observaciones sobre la flora y fauna de esa región alejada de Europa.
- El doble tránsito de Venus de 1761 y 1767 fue una oportunidad para organizar grandes viajes alrededor del mundo. De estos, el primer viaje comisionado por James Cook (1728-1779) a bordo del Endeavour. Varios naturalistas participaron como sir Joseph Banks (1743-1820) o Daniel Solander (1733-1782).

Jean Baptiste Christophore Fusée Aublet (1720-1778), farmacéutico, botánico y explorador francés, exploró la Guayana, desde 1762 a 1764, al igual que lo hizo unos años más tarde, de 1781 a 1789, Louis Claude Richard (1754-1821), médico y botánico francés.
Antoine-Joseph Pernety (1716-1796), alquimista, bibliotecario, escritor y monje benedictino francés, viajó como naturalista con Louis Antoine de Bougainville a las islas Malvinas en 1763 y 1764.
- Linneo envió a sus apôtres tpor odo el mundo a estudiar la flora, incluido Pehr Kalm (1716-1779) en América del Norte, Fredric Hasselquist (1722-1752) en Egipto y en Palestina, Andreas Berlin (1746-1773) en África, Pehr Forsskål (1732-1763) en Oriente Medio, Pehr Löfling (1729-1756) en Venezuela, Pehr Osbeck (1723-1805) y Olof Torén (1718-1753) en China y el sudeste asiático y Carl Peter Thunberg (1743-1828) en Japón.

Buffon alentó a los viajeros para quienes creó el título de correspondant du Jardin du roi [corresponsal del Jardín del Rey]: Philibert Commerson (1727-1773), compañero de Bougainville a lo largo de todo el mundo, Pierre Sonnerat (1748-1814), continuador de Pierre Poivre (1719-1786). en el océano Índico, Joseph Dombey (1742-1794) en América Latina, André Michaux (1746-1802) en América del Norte, Sonnini(1751-1812) en Guyana, luego en Egipto y en Asia Menor.
La francesa expedición Entrecasteaux (1791-1794), que tenía como objetivo encontrar a la desaparecida expedición de La Pérouse, hizo posible proceder a muchos descubrimientos naturales, especialmente en botánica. La Billardière (1755-1834), botánico y médico francés, fue el encargado de la redacción del relato del viaje, Relation du Voyage à la Recherche de la Pérouse, aparecido en 1800, que recoge algunas de las descripciones más tempranas de la flora y fauna australiana, y de un recuento de la gente indígena de Tasmania.

## SigloXIX
Durante el siglo XIX el trabajo de Jean-Baptiste de Lamarck, quien en 1802 inventó la biología como una ciencia completa consagrada al «estudio de los rasgos comunes de las plantas y los animales», 'Charles Darwin, Claude Bernard, Louis Pasteur y Gregor Mendel sentaran las base de la biología científica, evolutiva, experimental y aplicada. Sin embargo, a pesar de las grandes síntesis teóricas, la ciencia de ese tiempo continúa balbuciente ante las preguntas fundamentales sobre el hombre y la vida.

### Las expediciones de investigación científica
Los viajes de exploración, con fines naturalistas, se multiplicaron desde el final del siglo XVIII y continuaron a lo largo del siglo XIX.
- Muchos científicos acompañaron la Expedición de Egipto (1798-1801), destacando el naturalista Étienne Geoffroy Saint-Hilaire (1772-1844) y el botánico Alire Raffeneau-Delile(1778-1850). Sus trabajos se publicaron en la obra Description de l'Égypte, que dedicó 3 volúmenes a la Historia natural.

La expedición en América de Alexander von Humboldt (1769-1859) y de Aimé Bonpland (1773-1858), una expedición de cinco años (1799-1804), fue una de las expediciones científicas más notables, con una cosecha de datos de un valor científico aún mayor que los especímenes que pudieron reportar. Humboldt escribió en francés los resultados del viaje científico a América con Bonpland en un conjunto de treinta volúmenes publicados en París: Voyage aux régions equinoxiales du Nouveau Continent [Viaje a las regiones equinociales del nuevo continente] (1807-1834).
Baudin (1754-1803) dirigió una expedición científica a las Tierras Australes, en las costas de Nouvelle-Hollande, de 1800 a 1803. La expedición Baudin contaba entre sus miembros a naturalistas como Péron (1775-1810) y Lesueur (1778-1846).
El primer viaje ruso alrededor del mundo, realizado desde 1803 a 1806 bajo el mando del capitán Krusenstern, llevaba a un naturalista alemán, Wilhelm Gottlieb von Tilesius von Tilenau (1769-1857).
Auguste de Saint-Hilaire (1779-1853) viajó a Brasil desde 1816 a 1822.
Entre 1820 y 1825, Christian Gottfried Ehrenberg (1795-1876) y Wilhelm Hemprich (1796-1825) realizaron expediciones de historia natural a Oriente Medio. Durante los primeros tres años, los dos amigos recolectaron animales y plantas, así como también infusorios en Egipto y Nubia, en el Sinaí y el Líbano. Cuatro años más tarde, en 1829, Ehrenberg participó en otra expedición, dirigida por Humboldt, a través de Rusia oriental hasta las fronteras chinas.
Enviado por el Muséum national d'histoire naturelle, Alcide Dessalines d'Orbigny (1802-1857) realizó un viaje científico a América del Sur que durará siete años y siete meses (1826-1834). Las memorias sobre la historia natural de esa región del mundo serán objeto de un conjunto de nueve tomos y once volúmenes publicados en París: Voyage en Amérique méridionale (1835-1847).
Claude Gay (1800-1873) exploró Chile desde 1828 hasta 1842.
Durante la segunda misión de exploración científica del Beagle, Charles Darwin (1809-1882) emprendió un viaje de cinco años alrededor del mundo (1831-1836). Durante ese crucero, recolectó innumerables observaciones sobre la variabilidad de las especies. Su diario de investigación en geología y en historia natural, El viaje del Beagle, apareció en 1839.
En 1846, Edwards (1822-1809) visitó Brasil. Hizo aparecer en 1847 su narración de Voyage jusqu'à l'Amazonie [Viaje hasta la Amazonía] que influyó en otros naturalistas. Así, Wallace (1823-1913), acompañado por Bates (1825-1892), exploró desde 1848 hasta 1852 Brasil y la cuenca del Amazonas. En 1852, Wallace decidió regresar a Inglaterra mientras Bates continuaba su exploración del valle del Amazonas, hasta las fronteras de Perú, que duró once años hasta que terminó en 1859. Por su parte, Wallace exploró durante ocho años, desde 1854 hasta 1862, el archipiélago malayo y las Indias Orientales.
El padre David (1826-1900) dirigió las expediciones naturalistas a las profundidades de la China entre 1862 y 1874. Prjevalski (1839-1888) dirigió varias expediciones entre 1871 y 1885 a Asia Central, en Mongolia y China, incluso en los confines tibetanos.
Alfred Grandidier (1836-1921) visitará Madagascar entre 1865 y 1870.

### El despegue y la edad de oro de los museos
El siglo XIX puede considerarse verdaderamente la edad de oro de la creación de museos de historia natural. Durante ese siglo, la mayoría de las grandes ciudades tuvieron este tipo de instituciones. El número de museos disminuirá significativamente en el siglo XX debido a una serie de factores: un cambio en la naturaleza del ocio, la disminución del ocio y las colecciones científicas, la creciente urbanización, el surgimiento de los medios modernos que facilitan el acceso al conocimiento del mundo:.
- 1793: Muséum national d'histoire naturelle (París)
- 1810: Museo de Historia Natural de Berlín (Berlín)
- 1812: Academia de Ciencias Naturales de Filadelfia (Filadelfia)
- 1815: Museo real de Ciencias Naturales de España (Madrid)
- 1818: Museo Nacional de Praga (Praga)
- 1819: Museo sueco de historia natural (Stockholm)
- 1821: Museo Senckenberg (Fráncfort del Meno)
- 1825: Museo de Bergen (Bergen, Noruega)
- 1836: Australian Museum (Sídney)
- 1838: Museo Cívico de Historia Natural de Milán (Milán)
- 1859: Museum of Comparative Zoology (Harvard)
- 1866: Museu Paraense Emílio Goeldi (Belém)
- 1867: Museo cívico de historia natural Giacomo Doria (Génova)
- 1877: American Museum of Natural History (New York)
- 1881: British Museum (Natural History), museo del departamento de historia natural del British Museum (Londres)
- 1889: Museo de ciencias naturales de Bélgica (Bruselas)
- 1891: Naturhistorisches Museum Wien (Viena)
- 1892: Museo del Transvaal (Pretoria, Sudáfrica)
- 1893: Field Museum of Natural History (Chicago)
- 1910: Museo Nacional de Historia Natural de los Estados Unidos (Washington D. C.)
- 1963: British Museum (Natural History) (este departamento del British Museum se vuelve autónomo, Londres)

### Las teorías de la evolución

#### Lamarck y la transformación
Jean-Baptiste de Lamarck (1744-1829) fue el primero en sistematizar la idea transformación de las especies y en darle una exposición coherente.
Lamarckismo es el término usado para referirse a la teoría de la evolución formulada por el naturalista francés Jean-Baptiste Lamarck a principios del siglo XIX. En su libro Filosofía zoológica (1809) Lamarck propuso que las formas de vida no habían sido creadas ni permanecían inmutables, como se aceptaba en su tiempo, sino que habían evolucionado desde formas de vida más simples. Describió las condiciones que habrían propiciado la evolución de la vida y propuso el mecanismo por el que habría evolucionado. La teoría de Lamarck es la primera teoría de la evolución biológica, adelantándose en cincuenta años a la formulación de Darwin de la selección natural en su libro El origen de las especies.
Lamarck en su teoría propuso que la vida evolucionaba «por tanteos y sucesivamente», «que a medida que los individuos de una de nuestras especies cambian de situación, de clima, de manera de ser o de hábito, reciben por ello las influencias que cambian poco a poco la consistencia y las proporciones de sus partes, de su forma, sus facultades y hasta su misma organización». Sería la capacidad de los organismos de adaptarse al medio ambiente y los sucesivos cambios que se han dado en esos ambientes, lo que habría propiciado la Evolución y la actual diversidad de especies.
Como mecanismo para traducir esos presupuestos en cambios evolutivos, propuso el mecanismo conocido como «herencia de los caracteres adquiridos», refiriéndose a la capacidad de los organismos, hasta el día de hoy no demostrada, de trasladar a la herencia los caracteres adquiridos en vida. Esta herencia no sería ni directa ni individual, sino que sería tras largo tiempo de estar sometidos a parecidas circunstancias y afectarían al conjunto de los individuos del grupo sometido a esas circunstancias.
La teoría de Lamarck no se tuvo en cuenta en el momento de su formulación, siendo cincuenta años más tarde, con la publicación de El origen de las especies, cuando los evolucionistas y el propio Darwin la rescataron para intentar cubrir el vacío que la selección natural dejaba al no proponer la fuente de la variabilidad sobre la que actuaría la selección.
A principios del siglo XX, con la formulación de la barrera Weismann, que enuncia la imposibilidad de transferencia de información entre la línea somática y la germinal, el lamarckismo fue desechado por considerárselo erróneo. No obstante, durante el siglo XX han existido evolucionistas que han defendido el lamarckismo, existiendo en la actualidad voces desde la biología y el evolucionismo que reivindican su reformulación.

Lamarck, su Filosofía zoológica (actualmente sería teoría zoológica) me parece el libro más importante de la biología que se haya escrito jamás. Lamarck fue el que aplicó el concepto de biología al estudio de los seres vivos dotándole de una base teórica para que tuviera consistencia. [...] Era una persona que tenía una capacidad impresionante de comprensión de la Naturaleza, tenía una visión bellísima de la Naturaleza...
Máximo Sandín, La evolución a 150 años de Darwin, conferencia en la Universidad de Oviedo, 16/11/2009.

#### La teoría de la evolución por selección natural
En El origen de las especies que se publicó en 1859, Charles Darwin (1809-1882) desarrolló una teoría de la evolución de las especies, basada en el principio de la selección natural.
Darwin usó la expresión "descendencia con modificación" en lugar de "evolución". En parte influenciado por Ensayo sobre el principio de la población (1798) de Thomas Malthus, Darwin señaló que el crecimiento de la población conduciría a una "lucha por la existencia" en la que prevalecían variaciones favorables mientras otros perecían. En cada generación, muchos descendientes no logran sobrevivir a una edad de reproducción debido a los recursos limitados. Esto podría explicar la diversidad de plantas y animales de un ancestro común a través del funcionamiento de las leyes naturales de la misma manera para todos los tipos de organismos.
El origen de las especies contenía «una muy ingeniosa teoría para explicar la aparición y perpetuación de las variedades y de las formas específicas en nuestro planeta» según palabras del prólogo escrito por Charles Lyell (1797-1895) y William Jackson Hooker (1785-1865). De hecho, este trabajo presentó por primera vez la hipótesis de la selección natural. Esta hipótesis contenía cinco afirmaciones fundamentales: 
1. todos los organismos producen más descendencia de la que el ambiente puede sostener;
2. existe una abundante variabilidad intraespecífica para la mayoría de los caracteres;
3. la competencia por los recursos limitados lleva a la lucha «por la vida» (según Darwin) o «por la existencia» (según Wallace);
4. se produce descendencia con modificaciones heredables
5. y como resultado, se originan nuevas especies.[81]

Darwin desarrolló su teoría de la "selección natural" a partir de 1838 y estaba escribiendo su "gran libro" sobre el tema cuando Alfred Russel Wallace le envió una versión de prácticamente la misma teoría en 1858. Sus documentos separados se presentaron juntos en una reunión de 1858 del Sociedad Linneana de Londres. Lyell y Hooker reconocieron a Darwin como el primero en formular las ideas presentadas en el trabajo conjunto, adjuntando como prueba un ensayo de Darwin de 1844 y una carta que envió a Asa Gray en 1857, ambos publicados junto con un artículo de Wallace. Un análisis comparativo detallado de las publicaciones de Darwin y Wallace revela que las contribuciones de este último fueron más importantes de lo que usualmente se suele reconocer, Thomas Henry Huxley aplicó las ideas de Darwin a los humanos, utilizando la paleontología y la anatomía comparada para proporcionar pruebas sólidas de que los humanos y los simios compartían un ancestro común.
Treinta años más tarde, el codescubridor de la selección natural publicó una serie de conferencias bajo el título de «Darwinism» que tratan los mismos temas que ya había tratado Darwin, pero a la luz de los hechos y de los datos que eran desconocidos en tiempos de Darwin, quien falleció en 1882. Sin embargo, en su Origen de las especies, Darwin fue el primero en resumir un conjunto coherente de observaciones que solidificó el concepto de la evolución de la vida en una verdadera teoría científica ―es decir, en un sistema de hipótesis―.
1. Los actos sobrenaturales del Creador son incompatibles con los hechos empíricos de la naturaleza.
2. Toda la vida evolucionó a partir de una o de pocas formas simples de organismos.
3. Las especies evolucionan a partir de variedades preexistentes por medio de la selección natural.
4. El nacimiento de una especie es gradual y de larga duración.
5. Los taxones superiores (géneros, familias, etc.) evolucionan a través de los mismos mecanismos que los responsables del origen de las especies.
6. Cuanto mayor es la similitud entre los taxones, más estrechamente relacionados se hallan entre sí y más corto es el tiempo de su divergencia desde el último ancestro común.
7. La extinción es principalmente el resultado de la competencia interespecífica.
8. El registro geológico es incompleto: la ausencia de formas de transición entre las especies y taxones de mayor rango se debe a las lagunas en el conocimiento actual.}}

#### El neodarwinismo
El biólogo alemán August Weismann (1834-1914) es considerado el padre del neodarwinismo. Tras una memoria sobre la herencia, desarrollando las tesis de Gustav Jaeger (1832-1917), produjo su teoría de la continuidad del plasma germinativo en 1885.
El naturalista George Romanes (1848-1894) utilizó en 1888, el término «Neo-Darwinian» a propósito de la escuela Weismann.
En el libro Darwinism (1889), Alfred Russel Wallace (1823-1913) adoptó las tesis de Weismann sobre la no herencia de los caracteres adquiridos. Como tal, Wallace es reconocido como el cofundador de la teoría neodarwinista de la evolución biológica.

#### El neolamarckismo
El término «neolamarckismo» fue acuñado por el entomólogo Alpheus S. Packard (1839-1905) quien propuso, en 1885, el término «Neo-Lamarckism» para describir las concepciones de la escuela transformadora estadounidense que explicaba la evolución como una actualización de los puntos de vista de Lamarck. El mismo año, 1885, el paleontólogo Edward D. Cope (1840-1897) introdujo el término «néo-lamarckisme» para marcar su rechazo de la teoría de Weismann y de las variaciones no adaptativas de Darwin.

### La anatomía comparada
- Georges Cuvier (1769-1832)[94] fue uno de los fundadores de la anatomía comparada moderna. Cuvier considera la anatomía comparada como la ciencia de la organización animal. Enuncia el principio de subordinación de los órganos y de correlación de formas.

### La edad de oro de la ilustración naturalista
- John James Audubon (1785-1851) recorrió América del Norte durante treinta y cinco años desde la península de Labrador hasta Luisiana. Acumuló notas, dibujos y acuarelas. Sus cuatro volúmenes sobre The Birds of America aparecieron entre 1827 y 1838.
- John Gould (1804-1881) comenzó a ser taxidermista para la recién creada Sociedad Zoológica de Londres y viajó extensamente por Europa, Asia y Australia. Publicó 41 obras sobre aves con 2999 ilustraciones ejecutadas con extrema precisión por un equipo de artistas pintores, incluida su esposa.
- Edward Lear (1812-1888) trabajó como dibujante de animales y fue conocido sobre todo como pintor de aves. Sus Illustrations de la famille des Psittacidae fueron publicadas en 1832.

### La biología al servicio de la comprensión del mundo
- Karl Ernst von Baer (1792-1876) estudió la embriología de los mamíferos. En 1828, formuló la «ley de las similitudes embrionarias» relativa a los vertebrados.

El botánico ruso Horaninow (1796-1865) desarrolló en 1834 un sistema universal de la Naturaleza en forma gráfica en anillos concéntricos.
Apoyándose en sus observaciones microscópicas, Schleiden (1804-1881), hechas en plantas en 1838, y Schwann (1810-1882), en animales en 1839, fundaron la teoría celular, según la que la célula es la unidad elemental universal de los seres vivos (animales y plantas).
En 1860, Hogg (1800-1869) añadió a los tres reinos (animal, vegetal, mineral) de Linneo, un «cuarto reino de la naturaleza» Regnum Primigenum, reagrupando los seres vivos, protoctistas Protoctista, que no son ni animales ni vegetales, pero que representan los «primeros seres», incluidos los protozoarios, los antepasados de los animales y los protófitos, los antepasados de las plantas.

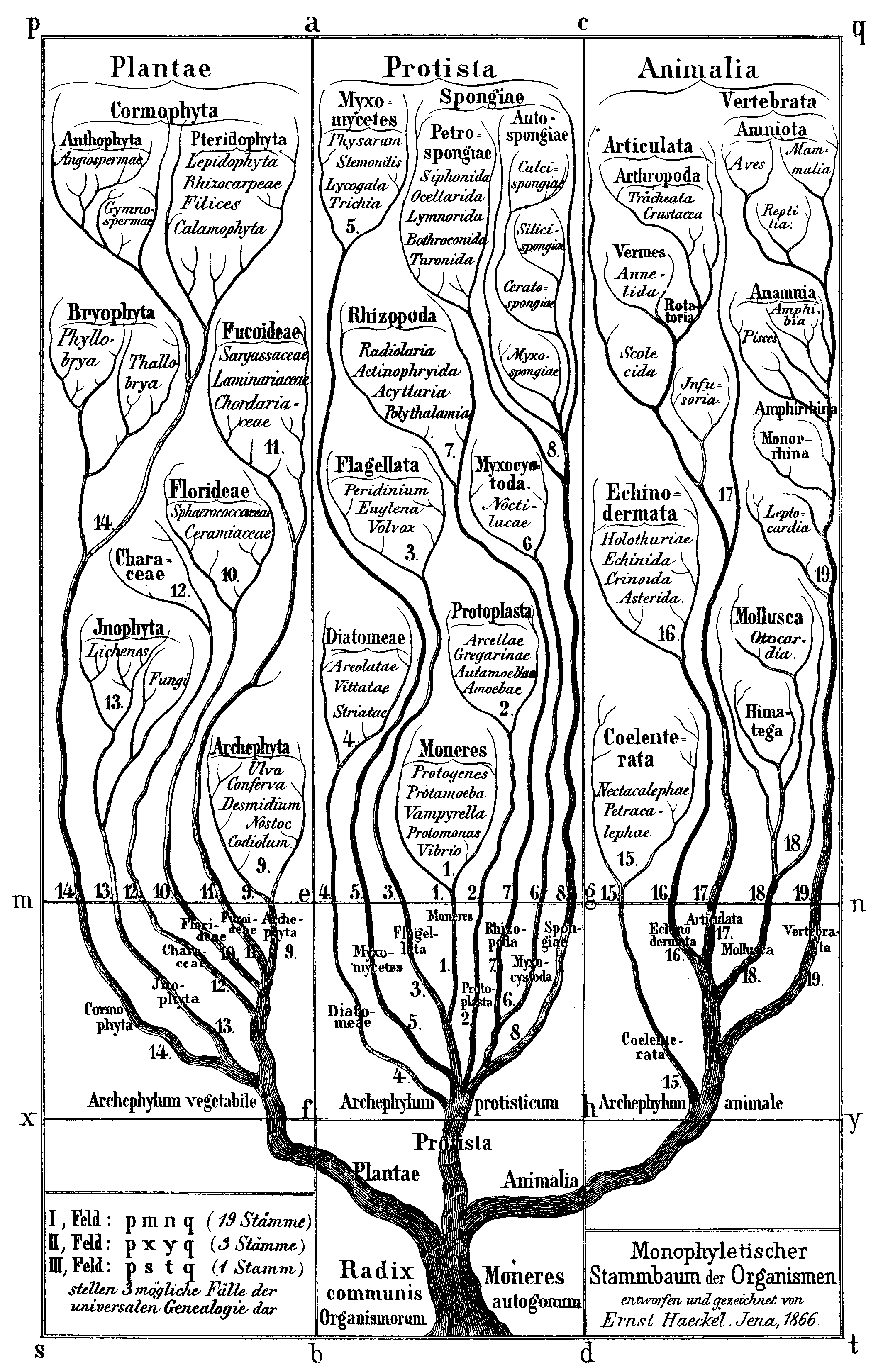
Árbol de la vida con tres reinos según Haeckel (1866)

Influido por el trabajo de Darwin sobre la evolución, Haeckel (1834-1919) fue el primer científico en establecer, en 1866, un árbol genealógico o árbol filogenético de los seres vivos con tres reinos, los Animales (Animalia), las Plantas (Plantae) y los Protistas (Protista), descendientes de un único y mismo origen. El naturalista alemán colocó en el reino de los protistas a todos los seres vivos no se cumplían fácilmente con los criterios definidos entonces, el siglo XIX, los organismos animales y vegetales.
En este reino, se encontraron reunidos el conjunto de las algas y de los hongos unicelulares, los protozoos, aunque también las bacterias.
Por lo tanto Haeckel y también el paleontólogo francés Albert Gaudry (1827-1908) fueron, en 1866, los primeros artesanos de la representación clásica de la filiación de las especies en la forma de un árbol, el árbol filogenético, siguiendo el esquema de Darwin, única ilustración que aparece en El origen de las especies (1859).
En 1878, Charles Sédillot (1804-1883) inventa la palabra microbio.
Claude Bernard (1813-1878) estableció las leyes de la fisiología general en las Leçons sur les phénomènes de la vie communs aux animaux et aux végétaux, [Lecciones sobre los fenómenos de la vida comunes a los animales y las plantas], publicadas en dos volúmenes, en 1878 y 1879, a partir de datos comparados de la fisiología animal y de la fisiología vegetal.
La biología moderna comienza con Louis Pasteur (1822-1895). Su trabajo científico, realmente gigantesco, sentó las bases de algunas de las principales disciplinas de la biología del siglo XX, especialmente la microbiología, la virología, la bacteriología, la inmunología, la bioquímica metabólica y los estudios sobre el origen de la vida. La gloria de Pasteur descansa esencialmente en los resultados de sus investigaciones aplicadas. De hecho, descubrió la ubicuidad de los gérmenes bacterianos en la naturaleza y propuso la esterilización parcial de los alimentos (la pasteurización), la asepsia quirúrgica y la higiene para luchar contra los efectos nocivos de los microbios patógenos.
La microbiología agronómica, estudiando las enfermedades de las plantas, las bacterias del suelo, surge con los descubrimientos de Beijerinck (1851-1931).

### La aparición de la conciencia de las amenazas ambientales
Uno de los primeros científicos en proclamar la necesidad de proteger la naturaleza fue Alexander von Humboldt (1769-1859). Humboldt fue el primero en vincular un entorno específico con las plantas y los animales que viven allí.
George Perkins Marsh (1801-1882), partidario del manejo racional de los recursos naturales y de su conservación, realizó el primer análisis global del impacto de la humanidad en el medio ambiente, en un libro publicado en 1864 titulado Man and Nature : Or, Physical Geography as Modified by Human Action [El hombre y la naturaleza: o, geografía física modificada por la acción del hombre].
Los viajes de George Catlin (1796-1872) en el oeste de los Estados Unidos le hicieron tomar consciencia de las amenazas a la naturaleza. Fue el primero en imaginar la creación de los grandes parques nacionales.
Yellowstone, establecido en 1872 en los Estados Unidos por una ley promulgada por el general Grant, es el parque nacional más antiguo del mundo.
El naturalista estadounidense de origen escocés John Muir (1838-1914) abogó por la protección de la naturaleza, especialmente en California.

### Gregor Mendel y los comienzos de la genética
Las obras del botánico francés Charles Victor Naudin (1815-1899) sobre los híbridos del reino vegetal, alrededor de 1860, anuncian los trabajos de Mendel.
Alrededor de 1865, el monje checo Gregor Mendel (1822-1884) comenzó a fecundar artificialmente las flores blancas de guisantes con polen de guisantes de flores rojas y a observar el color de los guisantes de las siguientes generaciones. De este modo, sienta las bases para una nueva ciencia, la genética.
Mendel publicó, en 1866, bajo la autoridad de la Société des sciences naturelles de Brünn la enuciación de las leyes de hibridación y de transmisión de los caracteres hereditarios que había establecido al observar el resultado de los cruces entre varias variedades de guisantes. Pasadas inadvertidas, estas leyes se redescubrieron a finales del siglo XIX, en especial por Hugo de Vries (1848-1935) a quien se debe el descubrimiento de las mutaciones que consideraba como el único motor de la evolución (de donde se da el nombre de mutacionismo dado a su tesis).
Este redescubrimiento en 1900 fue independiente de aquellos realizados en la misma época, de forma aislada, por el botánico alemán Carl Correns (1864-1933) y su homólogo austríaco Erich von Tschermak (1871-1962).

## SigloXX

### Ornitología
El estudio de los animales (aquí de las aves en particular) será impulsado por los ornitólogos de origen franceses Jean Delacour (1890-1985, nacionalizado estadounidense) —creador de un parque zoológico en Normandía que se convirtió en el primer parque privado, que albergaba 3000 especímenes de 500 especies, algunas de ellas notablemente raras, autor de Oiseaux de l'Indochine française (1931) [Las aves de la Indochina francesa], Birds of the Philippines (1945) y Birds of Malaysia (1947)— y René d’Abadie (1895-1971), cuyos trabajos serán reconocidos internacionalmente.

### La heredabilidad cromosómica y la estructura de doble hélice del ADN
T.H. Morgan (1866-1945), genetista estadounidense, contribuyó en 1915 a la validez de la teoría cromosómica de la herencia y mostró que la evolución de las especies tenía una base genética. A partir de experimentos con la Drosophila, realizó una importante contribución a la genética al demostrar que los cromosomas eran el soporte material de los genes responsables de la producción de los rasgos hereditarios. Recibió el Premio Nobel de Fisiología o Medicina en 1933 por sus descubrimientos sobre el papel desempeñado por los cromosomas en la herencia.
El importante papel desempeñado por los cromosomas en la herencia llevó al zoólogo alemán Oscar Hertwig (1849-1922) a declarar en 1918 la ley de la constancia, para cada especie, del número de cromosomas. Hertwig había descubierto y descrito la meiosis por primera vez en 1876, cuando observó que la fertilización incluye la penetración de un espermatozoide en el óvulo.
O.T. Avery, C. MacLeod y M. McCarty demostraron en 1944 que la sustancia química que constituía el patrimonio genético era el ácido desoxirribonucleico (ADN). El ADN, el ácido nucleico característico de los cromosomas, se convirtió en el soporte material de la herencia.
En 1953, apareció en la revista inglesa Nature la publicación biológica más revolucionaria desde The Origin of Species der Charles Darwin. Esa breve publicación presentaba el modelo de doble hélice para la estructura del ácido desoxirribonucleico o ADN y esbozaba en pocas líneas las consecuencias genéticas de esta estructura. Era el trabajo de dos jóvenes investigadores, el inglés Francis Crick (1916-2004) y el estadounidense James Watson (nacido en 1928). Ese trabajo les valió el Premio Nobel de Fisiología o Medicina en 1962.

### La síntesis evolutiva moderna
Los primeros intentos de establecer una teoría unificadora de las ideas de Darwin y de Mendel se llevaron a cabo mediante modelizaciones matemáticas, dentro de la genética de poblaciones, alrededor de 1930 por tres biólogos estadísticos: R. Fischer en 1930, S. Wright en 1931 y J.B.S. Haldane en 1932
Luego se realizó una segunda síntesis en un marco multidisciplinar en la medida en que la teoría sintética de la evolución representaba la síntesis de los datos de genética, sistemática y paleontología, con la teoría formulada por Darwin. El proceso de «microevolución» de las variantes genéticas, dentro del patrimonio genético de las poblaciones de una especie, continuado el tiempo suficiente, llevaba gradualmente y bajo el control de la selección natural a la «macroevolución», es decir, a la formación de nuevas especies, e incluso a la «megaevolución», a la aparición de nuevos tipos estructurales. El acuerdo sobre los principios fundamentales de la teoría sintética de la evolución se produjo entre biólogos de diversas tendencias, de 1937 a 1944: el genetista ruso emigrado a los Estados Unidos T. Dobzhansky, el biogeógrafo sistemático alemán emigrado a los Estados Unidos E. Mayr y el paleontólogo estadounidense G.G. Simpson.
La apelación «teoría sintética de la evolución» se refiere a un libro Evolution: the Modern Synthesis (1942) de Julian Huxley (1887-1975), biólogo, humanista y eugenista internacionalista británico.
La síntesis evolutiva moderna fue avalada por la comunidad científica en 1947 en el Congreso de Princeton, Estados Unidos, sobre genética, evolución y paleontología. Las actas de esta conferencia se publicaron en 1949.
Otros naturalistas han ayudado a expandir el modelo evolutivo mediante la consolidación de la zoología y la botánica, como el zoólogo alemán Bernhard Rensch y el botánico estadounidense G.L. Stebbins.

### La contribución de la genética a la clasificación: el ejemplo de las aves
La axonomía Sibley-Ahlquist, publicada en 1991, se basa en las hibridaciones de ADN "in vitro". Alterando completamente las precedentes clasificaciones de aves, se adoptó con bastante rapidez en América, mucho más lentamente en Europa, con gran renuencia, particularmente en el mundo francófono.

### El estudio de los continentes
Las concepciones sobre los desplazamientos continentales fueron expuestas por primera vez por escrito en 1912 por el meteorólogo alemán Alfred Wegener (1880-1930). Su obra maestra Die Entstehung der Kontinente und Ozeane [La génesis de los continentes y de los océanos] fue publicado en 1915. En 1910, el geólogo estadounidense Frank Bursley Taylor (1860-1938) también había supuesto que África y América del Sur, una vez antes unidas, se habían alejado una de la otra, por lo que a veces se ha hablado de la teoría de Taylor-Wegener.
Los movimientos de la corteza terrestre son importantes en la distribución y evolución de la fauna y la flora.
En 1937, el geólogo sudafricano Alexander du Toit (1878-1948) modifica la hipótesis de Wegener sugiriendo la existencia de dos continentes primordiales: Laurasia, al norte, y Gondwana, al sur.
La hipótesis de la deriva continental, que permitió construir un sistema coherente para explicar la distribución de las especies, ha sido reforzada por la teoría sintética de la tectónica de placas, enunciada en 1967-1968 por el estadounidense William Jason Morgan, el británico Dan McKenzie y el francés Xavier Le Pichon.

### La exploración de los océanos
En 1977, el submarino estadounidense Alvin, equipado para la investigación abisal, descubrió por primera vez fuentes hidrotermales en las islas Galápagos, en la dorsal del Pacífico Oriental. En ese momento fueron vistas como fuentes de fluido caliente, llamadas fuentes difusas, cuya temperatura no excedía de 30 °C. Sin embargo, en esas condiciones por lo menos hostiles (2500 m de profundidad, en completa oscuridad) el 17 de febrero de 1977 los oceanógrafos Tjeerd van Andel (1923-2010) y Jack Corliss descubrieron comunidades de organismos a lo largo de la dorsal mediooceánica del Pacífico, al este de las Islas Galápagos.
Solo dos años después, el 21 de abril de 1979, poco después de la publicación científica firmada por once autores, se descubrieron las fuentes hidrotermales, cuyo conducto central dejaba escapar fluidos hidrotermales a más de 300 °C. El descubrimiento de respiraderos hidrotermales, que albergaban una población de organismos vivos altamente especializados, demostró que la vida puede desarrollarse sin fotosíntesis y en condiciones extremas de temperatura y presión.

### Ambientalismo
La práctica de la historia natural se verá completamente transformada por la toma de conciencia de los problemas ambientales. Varias etapas son significativas:
- 1913: publicación de la obra Our Vanishing Wild Life de William T. Hornaday (1854-1937), una petición para la conservación de la vida silvestre estadounidense, que denunciaba los estragos de las actividades humanas, incluida la caza, sobre la vida silvestre, que exigían legislar para su protección.
- 1948: fundación de la UICN.
- 1960: la Société d'acclimatation, sociedad científica creada en Francia en 1854, toma el nombre de Société nationale de protection de la nature' [Sociedad Nacional para la Protección de la Naturaleza]'[117]
- 1961: fundación de la WWF.
- 1962: publicación de Silent Spring [Primavera silenciosa] de Rachel Carson (1907-1964) que denunciaba el impacto del DDT sobre la vida silvestre.
- 1965: lanzamiento deAvant que Nature meure de Jean Dorst (1924-2001) que toma la medida de los problemas encontrados por la fauna y la flora y dibuja la imagen de la protección de la naturaleza.
- 1970: Año Europeo de la Naturaleza[118]
- 1973: firma de la Convención sobre el Comercio Internacional de Especies Amenazadas de Fauna y Flora Silvestres (CITES).
- 1985: aparición del término de biodiversidad.
- 1995: publicación de la The Sixth Extinction [Sexta extinción] de Richard Leakey y Roger Lewin que hablan de «sexta extinción» a propósito de la acción humana sobre la fauna y la flora.[119]

## SigloXXI
Los progresos muy rápidos de la biología y de las disciplinas derivadas, como la biotecnología y la terapia génica, despiertan grandes esperanzas, pero también cuestiones bioéticas e incluso oposiciones.
La extinción de especies y la desaparición de los ecosistemas hacen que la biosfera sea más pobre en vida silvestre y su equilibrio más vulnerable. Por todas las consecuencias que siguen, el impacto del hombre en la vida silvestre se ha vuelto tan significativo que en 2002 Paul Crutzen sugiere el comienzo de una nueva era geológica: el Antropoceno.